# New Horizons
«Нью-Горайзонс» («Нові горизонти», «Нові обрії», англ. New Horizons) — міжпланетний космічний зонд, побудований за космічною програмою НАСА «New Frontiers». Спроєктований Лабораторією прикладної фізики Університету Джонса Гопкінса і Південно-Західним дослідним інститутом, командою під керівництвом Алана Стерна космічний апарат був успішно запущений у 2006 році з головною метою — здійснити пролітне дослідження системи Плутона у 2015 році, і, другорядною метою — здійснити проліт повз один або кілька об'єктів поясу Койпера. Це п'ятий штучний об'єкт, який досяг швидкості, достатньої, щоб залишити Сонячну систему.
Апарат «Нью-Горайзонс» був запущений 19 січня 2006 року з бази ВПС США на мисі Канаверал ракетою-носієм Atlas V і досягнув швидкості 16,26 км/с (58 500 км/год). Під час запуску це був найшвидший космічний апарат, запущений із Землі за всю історію, 12 серпня 2018 року цей рекорд перевищив апарат Parker Solar Probe. Після прольоту повз астероїд 132524 APL зонд «Нью-Горайзонс» попрямував до Юпітера і пролетів повз нього 28 лютого 2007 року на відстані 2,3 млн км. Гравітаційний маневр біля Юпітера дав змогу збільшити швидкість апарата, а також випробувати головні наукові інструменти зонда, надіславши на Землю дані щодо атмосфери, супутників і магнітосфери планети.
Більшість подорожі після прольоту Юпітера апарат подолав у режимі гібернації для збереження бортових систем, за винятком коротких річних перевірок. 15 січня 2015 року «Нью-Горайзонс» розпочав етап наближення до Плутона.
14 липня 2015 року об 11:50 UTC міжпланетний космічний зонд пролетів систему Плутона на відстані 12 500 км від поверхні, здійснивши перше дослідження космічним апаратом карликової планети. 25 жовтня 2016 року о 21:48 UTC від космічного апарата «Нью-Горайзонс» були отримані останні записані дані щодо прольоту Плутона. Завершивши обліт Плутона, станція здійснила маневр у напрямку до об'єкта поясу Койпера Аррокот (2014 MU69). У серпні 2018 року НАСА повідомило про ознаки «водневої стіни», яка оточує Сонячну систему. Вперше схожі дані були зафіксовані у 1992 році двома космічними зондами «Вояджер». Апарат успішно здійснив проліт астероїда Аррокот 1 січня 2019 року о 05:33 UTC.

## Історія

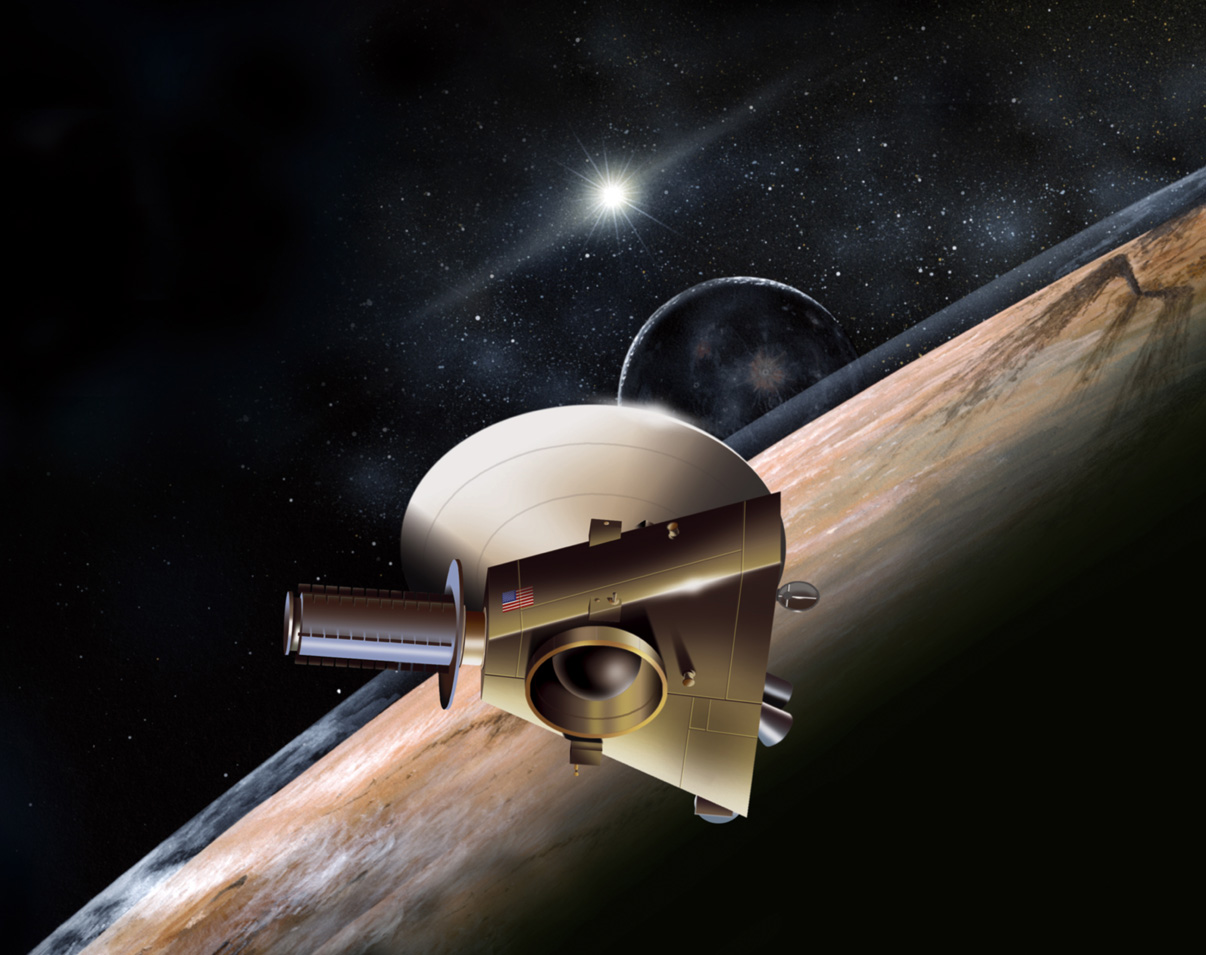
Ранній концепт-арт апарата «Нью-Горайзонс»

У серпні 1992 року науковець Лабораторії реактивного руху Роберт Штале «просив дозволу» у відкривача Плутона Клайда Томбо відвідати його планету. Томбо пізніше згадував:
Я відповів йому згодою, хоча його очікує довга і холодна подорож.
Цей виклик врешті-решт призвів до створення кількох концептів місій до Плутона, одна з яких — «Нью-Горайзонс».
Стаматіос «Том» Кріміджіс — керівник космічного відділу Лабораторії прикладної фізики і один із конкурсантів програми НАСА «New Frontiers» — сформував команду «Нью-Горайзонс» з Аланом Стерном у грудні 2000 року. Кріміджіс характеризував призначеного головним керівником проєкту Стерна як «втілення місії до Плутона». «Нью-Горайзонс» базується головним чином на роботі Стерна «Плутон 360» і має в команді спеціалістів, які працювали над проєктом Pluto Kuiper Express.
Космічний апарат «Нью-Горайзонс» пропонувався як один із п'яти проєктів, що були офіційно затверджені НАСА. Цей проєкт пізніше був обраний як один із двох фіналістів для подальшої тримісячної розробки у червні 2001 року. Інший фіналіст — місія POSSE (Дослідник зовнішньої Сонячної системи і Плутона) була схожою місією до Плутона, що розроблювалась Університетом Колорадо в Боулдері, головний керівник проєкту — Ларрі Еспосіто за підтримки Лабораторії реактивного руху, Lockheed Martin і Університету Каліфорнії. Однак Лабораторія прикладної фізики, окрім підтримки розробників проєкту Pluto Kuiper Express у Центрі космічних польотів імені Ґоддарда і Стенфордському університеті, мала перевагу: вони нещодавно розробили для НАСА космічний апарат NEAR Shoemaker, який раніше того ж року успішно вийшов на орбіту астероїда 433 Ерос і пізніше здійснив посадку на нього.
У листопаді 2001 року «Нью-Горайзонс» був офіційно обраний для розробки і запуску в рамках космічної програми New Frontiers. Однак адміністратор НАСА, призначений адміністрацією Буша — Шон О'Кіф не підтримав проєкт і скасував його, не включивши до бюджету НАСА на 2003 рік. Асоційований Адміністратор НАСА з Управління наукових місій Ед Вейлер спонукав Стерна лобіювати фінансування «Нью-Горайзонс» в надії, що місія з'явиться в огляді майбутніх місій НАСА — Planetary Science Decadal Survey, пріоритетні проєкти до якого складаються Національними Академіями США, у цьому огляді відображаються думки наукового кола щодо майбутніх космічних досліджень. Після інтенсивної кампанії на підтримку «Нью-Горайзонс», улітку 2002 року було опубліковано науковий огляд майбутніх проєктів Planetary Science Decadal Survey на 2003—2013 роки. «Нью-Горайзонс» мав найвищий пріоритет серед наукових проєктів у класі місій «медіум», попереду місій до Місяця і навіть Юпітера. Вейлер зазначив, що це результат того, що «адміністрація не збирається воювати проти». Фінансування місії нарешті відобразилось у публікації звіту, і команда Стерна почала будівництво апарата і його інструментів із запланованим запуском на січень 2006 року і прибуттям до Плутона у 2015 році. Еліс Боумен була призначена менеджером з операцій місії.

## Огляд місії

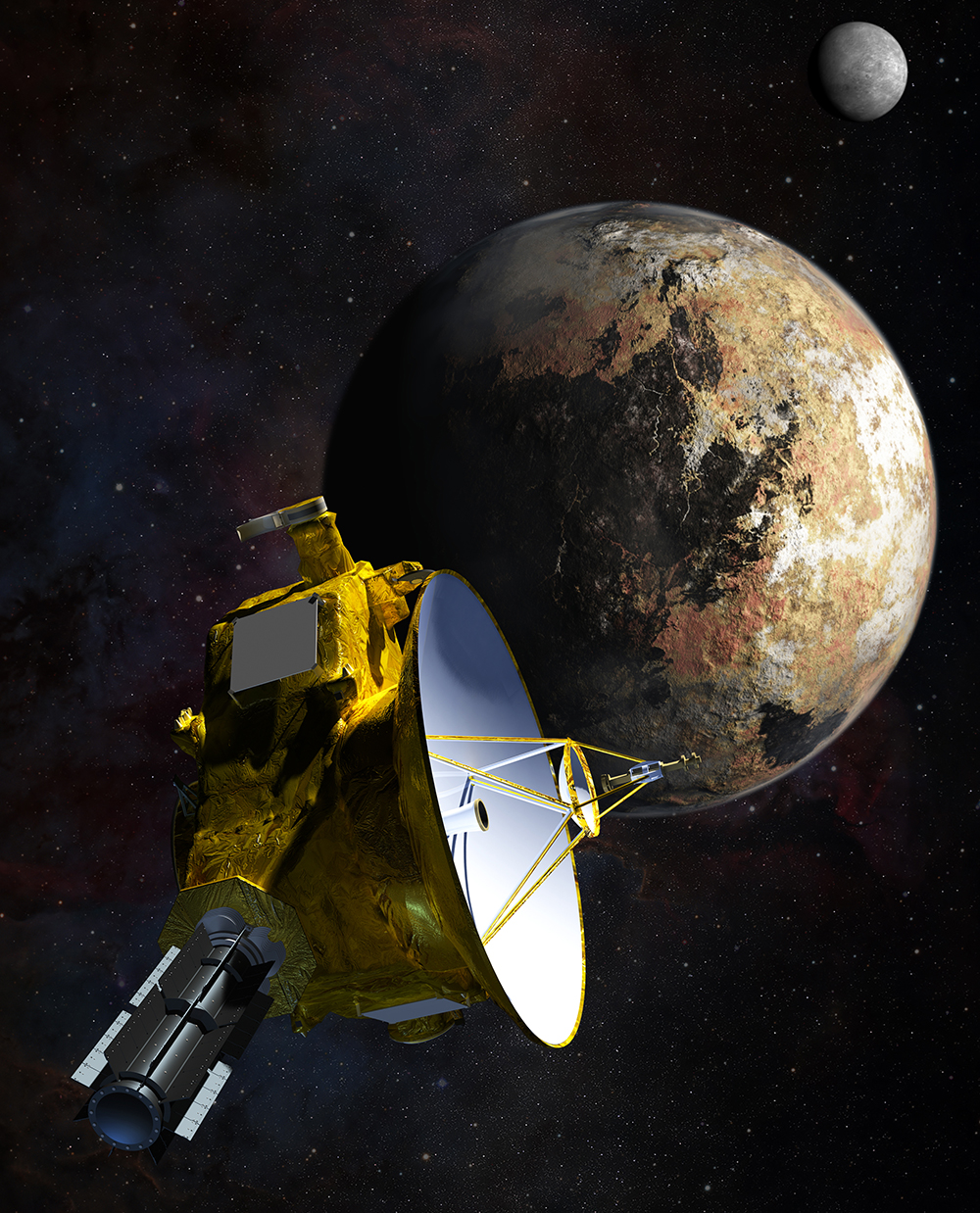
Наближення «Нью-Горайзонс» до системи Плутона в уяві художника.

«Нью-Горайзонс» це перша місія за програмою НАСА «New Frontiers», масштабніша і дорожча, ніж програма «Discovery», проте менша, ніж місії за програмою «Flagship». Вартість місії (космічний апарат, розробка інструментів, ракета-носій, керування місією, аналіз даних) становила приблизно 700 млн дол. за 15 років (2001—2016). Апарат побудували Лабораторія прикладної фізики Університету Джонса Гопкінса та Південно-Західний дослідницький інститут. Головний керівник місії — Алан Стерн із Південно-Західного дослідницького інституту.
Після відділення від ракети-носія керування польотом почав здійснювати Центр операцій місій, Лабораторія прикладної фізики у Говарді, Меріленд. Керування науковими інструментами здійснював Центр наукових операцій Клайда Томбо у Боулдері (Колорадо). Керування польотом здійснюється з кількох центрів. Навігаційне позиціонування здійснюється Станцією Флагстаф військово-морської обсерваторії США під керівництвом НАСА і ЛРР. Приватна компанія KinetX керує навігацією апарата і відповідальна за планування траєкторії, швидкості за межами Сонячної системи. Станція Флагстаф військово-морської обсерваторії США, яка отримала перші докази існування супутника Плутона — Харона, розташована поруч із Ловеллівською обсерваторією, де було відкрито Плутон.
«Нью-Горайзонс» спочатку планувався як політ до єдиної невивченої планети Сонячної системи. Коли космічний зонд було запущено, Плутон ще класифікувався як планета, пізніше, Міжнародний астрономічний союз перекласифікував його в карликову планету. Деякі члени команди «Нью-Горайзонс», включаючи Алана Стерна, не згодні з такою класифікацією і надалі вважають Плутон дев'ятою планетою. Назви супутників Плутона — Нікта і Гідра — мають зв'язок із назвою космічного апарата: перші літери їх назв (англ. N та H) — це перші літери назви зонду «New Horizons» («Нью-Горайзонс»). Також Нікта і Гідра пов'язані міфологією з Плутоном.
На додачу до наукового обладнання на апараті розміщено: компакт-диск з іменами 434 738 людей, які брали участь в акції НАСА «Надішли своє ім'я Плутону», шматок приватного суборбітального пілотованого космічного корабля SpaceShipOne компанії Scaled Composites, поштова марка Поштової служби Сполучених Штатів під назвою «Ще не досліджений», присвячена Плутону, і прапор США.
Щоб вшанувати пам'ять першовідкривача Плутона Клайда Томбо, космічний апарат містить 30 г його праху. Штат Флорида виготовив монету — четвертак під назвою «Gateway to Discovery» на честь досліджень людства. Один із наукових інструментів апарата (пиловловлювач) названо на честь Венеції Берні — дівчинки, яка запропонувала дев'ятій планеті назву «Плутон».

## Мета місії

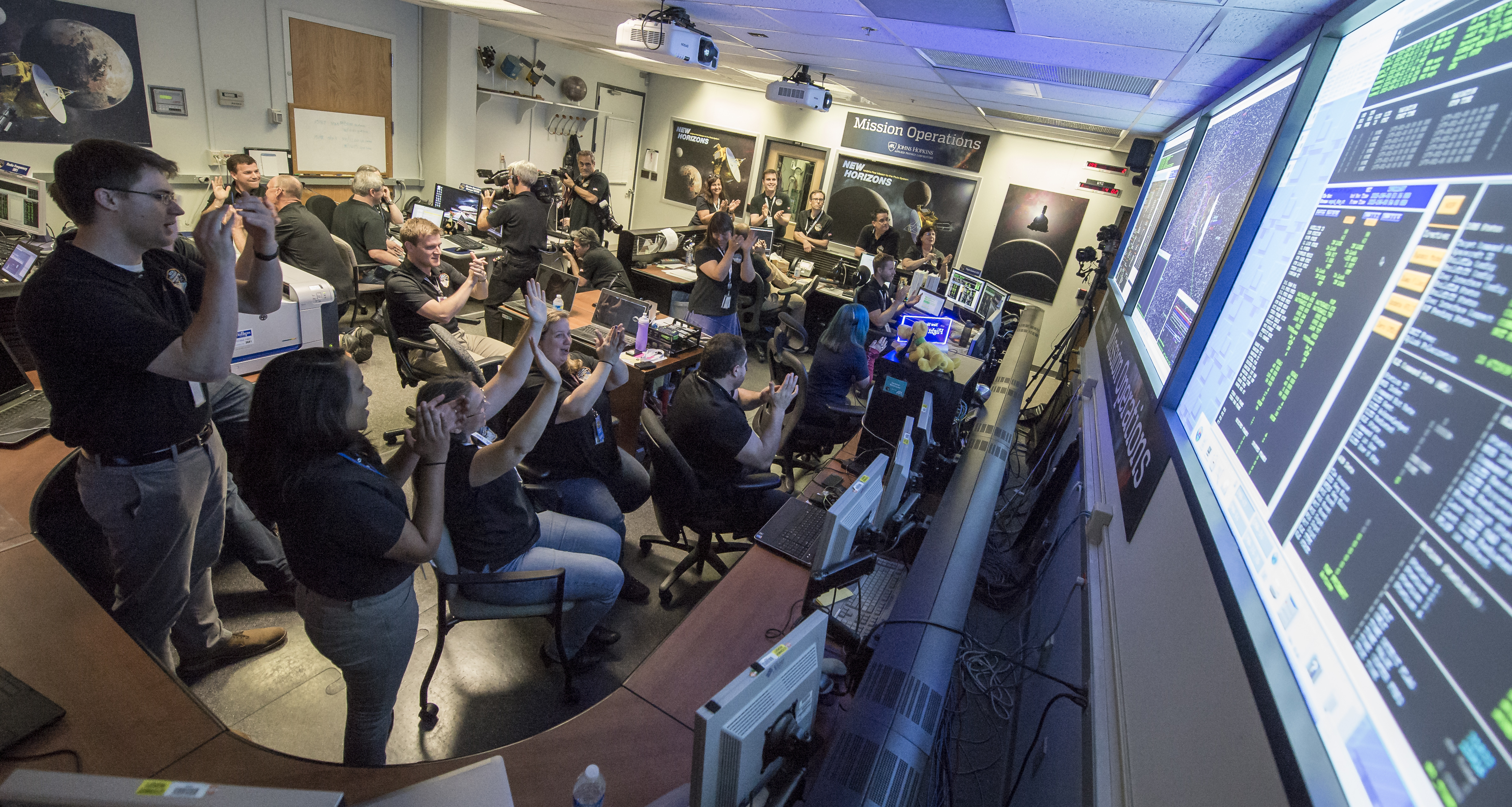
Центр операцій місії у Лабораторії прикладної фізики у Меріленді (14 липня 2015).

Головна мета місії — зрозуміти формування системи Плутона, поясу Койпера і трансформацію ранньої Сонячної системи. Космічний апарат зібрав дані щодо атмосфери, поверхні, структури навколишнього середовища Плутона і його супутників. Апарат також має дослідити інші об'єкти поясу Койпера. «Нью-Горайзонс» зібрав даних про Плутон у 5000 разів більше, ніж космічний апарат Марінер під час дослідження Марса.
Деякі з питань, на які має відповісти місія:
- З чого складається атмосфера Плутона і які процеси відбуваються в ній?
- Як виглядає його поверхня?
- Чи є на Плутоні великі планетологічні структури?
- Як взаємодіють частинки сонячного вітру з атмосферою Плутона?

Конкретні завдання місії:
- Картографування поверхні Плутона й Харона
- Вивчення геологічних і морфологічних характеристик Плутона й Харона
- Характеристика нейтральної атмосфери Плутона і її розсіювання в навколишній простір
- Пошук атмосфери в Харона
- Температурне картографування поверхні Плутона й Харона
- Пошук кілець і нових супутників навколо Плутона
- Дослідження ще одного (або більше) об'єктів поясу Койпера

## Конструкція

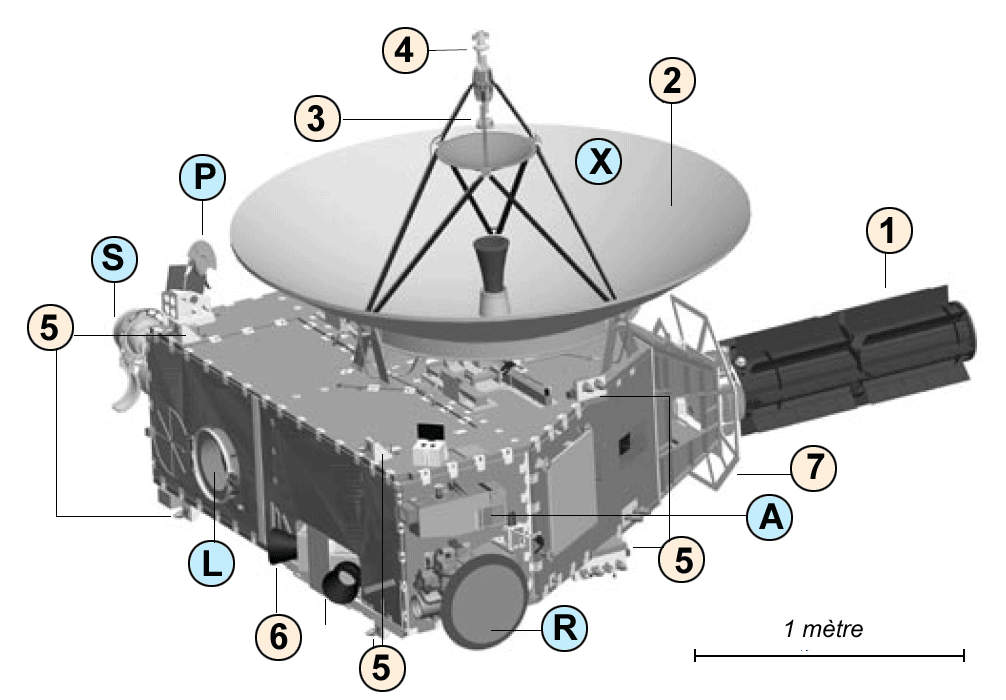
1 — РІТЕГ, 2 — вузьконаправлена антена, 3 — широконаправлена антена, 4 — загальнонаправлена антена, 5 — маневрові двигуни, 6 — зоряні датчики, A — Alice, R — Ralph, L — LORRI, S — SWAP, P — PEPSSI, X — REX, D — VB-SDC.

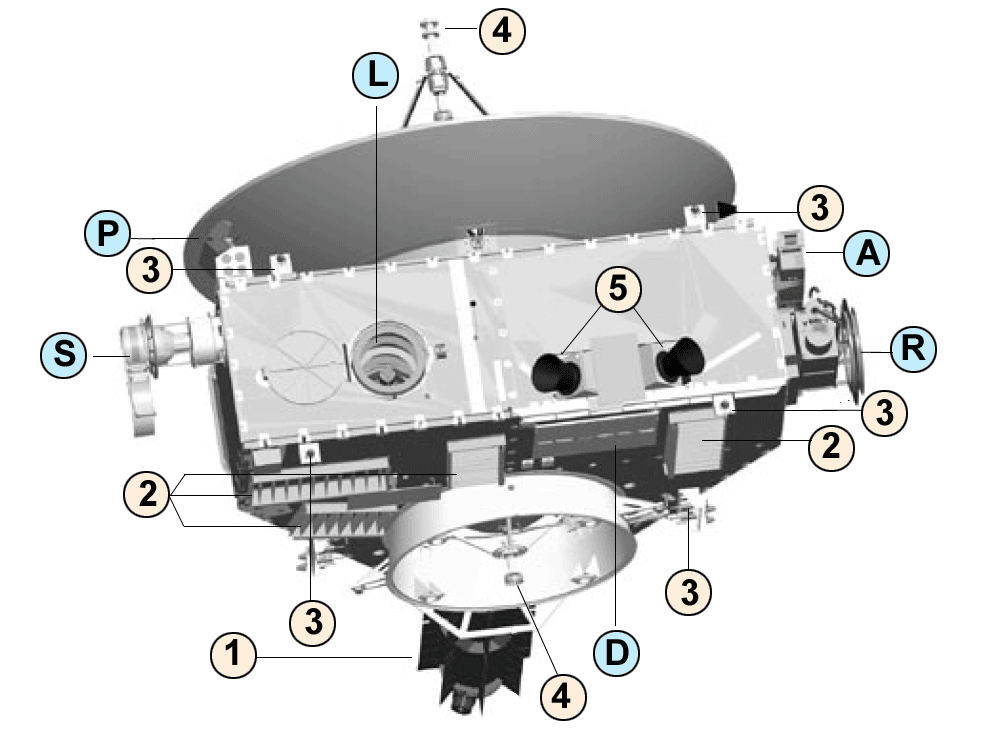
1 — РІТЕГ, 2 — вузьконаправлена антена, 3 — широконаправлена антена, 4 — загальнонаправлена антена, 5 — маневрові двигуни, 6 — зоряні датчики, A — Alice, R — Ralph, L — LORRI, S — SWAP, P — PEPSSI, X — REX, D — VB-SDC.

### Підсистеми апарата
Космічний апарат за розмірами можна порівняти з великим фортепіано, а супутникову тарілку — з розміром коктейль-бару. Як відправну точку для створення апарата був обраний зонд Улісс, що також мав РІТЕГ і прикріпленою антеною. Багато підсистем і компонентів вже використовували у апараті CONTOUR, який мав системи, розроблені для космічного зонда TIMED.
Корпус «Нью-Горайзонс» має форму трикутника з товщиною майже 0,76 м. (космічні апарати «Піонер» мають гексагональну форму, у той час як «Вояджери», «Галілео» і «Кассіні — Гюйгенс» — мають десятикутні, порожнисті корпуси). Труба з алюмінієвого сплаву 7075 утворює основну конструкційну колону між кільцем адаптера ракети-носія на задній панелі та радіотрансляційною антеною розміром 2,1 м, прикріпленою до «передньої» плоскої сторони. Титановий бак пального також закріплений на цій трубі. РІТЕГ приєднується чотиристороннім титановим кріпленням, нагадуючи сіру піраміду. Титан забезпечує міцність і термічну ізоляцію.
Інші елементи трикутника — бокові панелі зроблені з тонкого алюмінію (менше 0,4 мм) пов'язаний з алюмінієвим пористим центром. Структура більша ніж необхідно з порожнім місцем всередині. Структура апарата забезпечує зменшення помилок електроніки через радіацію РІТЕГа. Також, для розподілу маси, необхідної для обертання корабля, потрібно було зробити ширший трикутник корпусу зонда.
Температурний режим підтримується балансуванням електропостачання та відпрацьованого тепла РІТЕГ і втратою тепла за допомогою термоізоляції, зовнішніх частин приладів та систем управління. У цілому, космічний апарат ретельно захищений, для збереження тепла. На відміну від «Піонерів» і «Вояджерів», репродуктор апарата також вкритий теплоізоляційним матеріалом. Під час подорожі у зовнішній Сонячній системі, РІТЕГ віддає тепло для потреб обігріву компонентів зонда. Коли апарат перебував у внутрішній Сонячній системі, він мав бути захищений від перегріву, тому тепло передається шунтам із прикріпленими радіаторами, а люки відкриті для випромінювання надлишкового тепла. Коли апарат подорожує у холодній зовнішній частині Сонячної системи, люки закриті, а шунтовий регулятор підключає електричні обігрівачі.

#### Управління рухом і орієнтацією
«Нью-Горайзонс» має два режими стабілізації — звичайний і високоточний. У звичайному режимі стабілізація за допомогою двигунів здійснюється за двома осями, а по третій, спрямованій від Землі і, яка проходить через антени, апарат стабілізується гіроскопічним ефектом (обертання зі швидкістю п'ять обертів на хвилину). У високоточному режимі стабілізація за допомогою двигунів здійснюється за трьома осями. Високоточний режим використовують для здійснення більшості наукових досліджень і вимагає значних витрат палива. У звичайному режимі стабілізації доступні спостереження за допомогою інструментів REX, SWAP, PEPSSI і VB-SDC. Під час виходу на орбіту Юпітера, апарат разом із паливом мав вагу 470 кг, проте, навіть якщо апарат мав би 445 кг, існував резервний шлях польоту до Плутона. Якби використали цей варіант, то для досліджень об'єктів поясу Койпера залишилось би менше палива. У паливному баку космічного апарата можна було розмістити до 90 кг метилгідразину, але в цьому польоті було заправлено тільки 77 кг. Цієї кількості палива достатньо, щоб надати апарату додаткову швидкість у 290 м/с. Як витіснювач використовують гелій.
На зонді розміщено 16 двигунів: чотири з тягою 4,4 Н і дванадцять із тягою 0,9 Н. Потужніші двигуни використовують для корекцій траєкторії, а малі (які до цього вже використовували на апаратах «Кассіні» і «Вояджер») — для орієнтації і маневрів обертання. Дві зоряні камери використовують для контролю орієнтації. Вони вмонтовані на передній панелі апарата і забезпечують науковців інформацією про місцезнаходження апарата, коли він перебуває у спін-стабілізуючому і 3-вісьовому режимі. Між часом показань зоряної камери, орієнтація космічного апарата забезпечується подвійними надлишковими мініатюрними інерційними одиницями виміру. Кожен блок містить три твердотільних гіроскопи і три акселерометри. Два датчики Adcole Sun забезпечують визначення орієнтації. Один визначає кут на Сонце, тоді як інший вимірює швидкість обертання і синхронізацію.

#### Джерело енергії

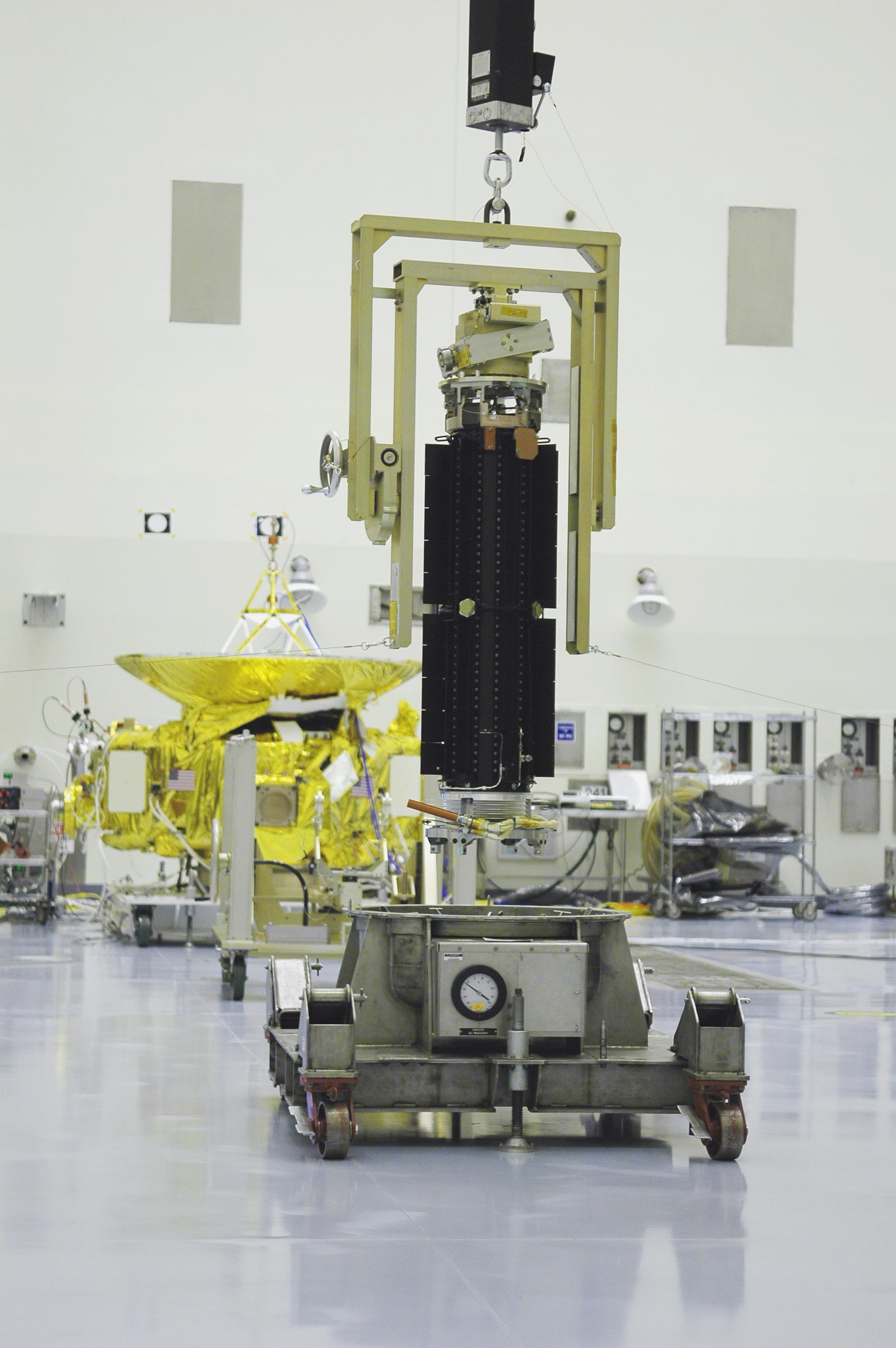
РІТЕГ «Нью-Горайзонс»

Як джерело електроенергії в апараті використовують радіоізотопний термоелектричний генератор (РІТЕГ). На початку місії його електрична потужність становила 250 Вт, і, згідно з прогнозу, вона буде падати на 5 % кожні чотири роки, що забезпечить потужність 200 Вт у 2015 році, під час основного етапу всієї дослідницької програми — прольоту системи Плутон — Харон. Це набагато менше потужності РІТЕГа «Вояджера» (470 Вт на початку місії, 290 Вт у 2006 році); цим пояснюється менша тривалість програми, яку заплановано завершити в 2020-х роках, коли апарат пролетить 50—55 а. о.
За основу взяли існуючу модель РІТЕГ «GPHS-RTG», яку вже використовували у космічних місіях «Улісс», «Галілео», «Кассіні — Гюйгенс». РІТЕГ містить близько 11 кг радіоактивного палива у вигляді 72 таблеток оксиду плутонію-238. Цікава паралель: хімічний елемент плутоній було названо на честь Плутона, вивчення якого і є метою АМС «Нью-Горайзонс». Кожна таблетка укладена в силовий корпус з іридію і поверх нього вкрита оболонкою з графіту.
Особливостями цього ізотопу є високе тепловиділення на одиницю маси, а також радіоактивний розпад, що відбувається з випроміненням лише альфа-частинок, завдяки чому можна обійтися легким радіаційним захистом. Однак цей ізотоп є стороннім продуктом виробництва збройового плутонію, яке зупинено і в США, і в Росії, що робить його вкрай дефіцитним матеріалом.
РІТЕГ був розроблений у Міністерстві енергетики США в Комплексі матеріалів і палив (раніше Західний Аргонн), підрозділом Національної лабораторії Айдахо в Бінгемі. 2002 року Міністерство енергетики США було змушене перевести програму розробки батарей космічних апаратів з Огайо в Айдахо з міркувань безпеки. Через труднощі з фінансуванням і затримки у виробництві генератор вийшов меншої потужності, ніж планувалося спочатку. Це потребувало перегляду наукової програми місії. На борту космічного апарата відсутні інші джерела живлення, вся енергія повністю виробляється РІТЕГ, періоди пікових навантажень покриваються батареями конденсаторів. Керування навантаженням проводиться за допомогою блоків швидких перемикачів.
Маса плутонію, завантаженого в РІТЕГ «Нью-Горайзонс», приблизно втричі менше, ніж була в «Кассіні — Гюйгенс». Проте, цей проєкт викликав протести активістів. Міністерство енергетики Сполучених Штатів оцінило імовірність невдалого запуску, при якому відбудеться радіоактивний викид в атмосферу, як 1 до 350. Вважалося, що найгірший варіант повного розсіювання плутонію поширить радіоактивне зараження, еквівалентне 80 % середньої щорічної дози фонового випромінювання в Північній Америці, в околиці з радіусом 105 км.

#### Бортовий комп'ютер
Бортовий обчислювальний комплекс складається з двох систем — системи обробки команд та даних і системи навігації та керування. Кожна з двох систем дублюється, що разом дає чотири комп'ютери. Комп'ютери побудовані на основі процесора Mongoose-V з архітектурою MIPS, це радіаційно-стійка версія процесора R3000 і працює на частоті 12 МГц. У порівнянні з процесором RAD750, який використовують в марсоході «К'юріосіті», він менш продуктивний і працює на меншій частоті (12 Гц проти 200 МГц), і набагато дешевший (20—40 тис. дол. проти 200 тис. дол., у цінах 2012 року).
Для зберігання наукової інформації застосовані два масиви флеш-пам'яті (основний і запасний) об'ємом 8 Гбайт кожний.
Плати комп'ютерів розміщені в інтегрованих електронних модулях, всередині яких підтримується необхідний режим. Крім плат комп'ютерів, там розміщені плати іншої електроніки — наукових приладів і органів керування. Кожен модуль містить 9 плат.
- 19 березня 2007 року в комп'ютері системи обробки команд і даних стався збій пам'яті, внаслідок чого комп'ютер перезавантажився і перейшов у захищений режим. Повне відновлення працездатності тривало дві доби, при цьому частина наукових даних про магнітосферу Юпітера була втрачена. Збій не вплинув на основну наукову програму[50].
- 4 липня 2015 року виникла помилка комп'ютера, яка призвела до перерви зв'язку з центром керування польотом на 81 хвилину. Усунення проблеми ускладнювалася великим часом проходження пакетів команд від Землі до зонда (на момент обриву зв'язку — 4 години 30 хвилин)[51][52].

#### Система зв'язку й обробки даних

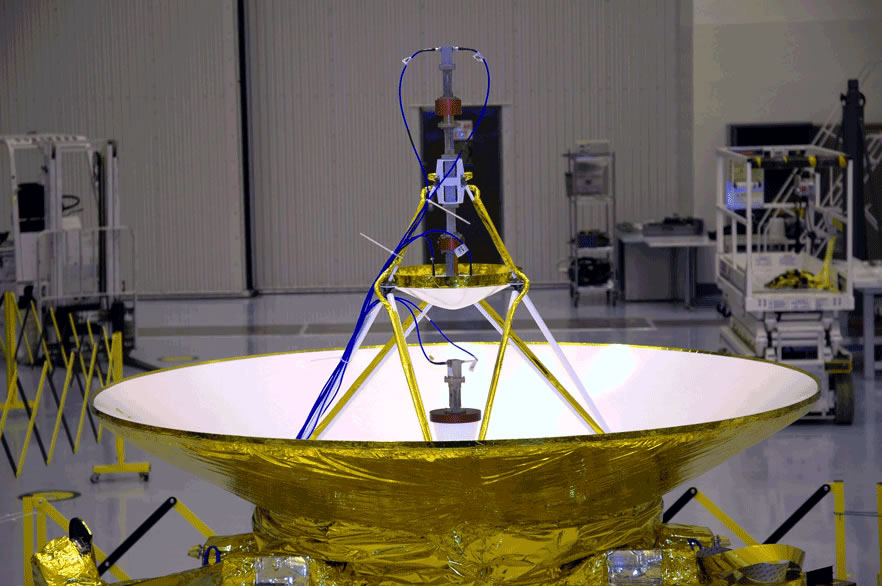
Антени «Нью-Горайзонс»

Зв'язок із космічним апаратом здійснюється в X-діапазоні за допомогою кількох антен: вузькоспрямованої з високим коефіцієнтом посилення, широкоспрямованої із середнім коефіцієнтом посилення і парою всеохоплюючих антен. Із Землі зв'язок здійснюється за допомогою антен далекого космічного зв'язку, що мають діаметр 70 метрів і вже застосовувалися для польотів за межі орбіти Юпітера. Сигнал має кругову поляризацію.
Вузькоспрямована антена апарата має діаметр 2,1 метри, виконана за схемою Кассегрена, і має кут розкриття 0,3 градуси і коефіцієнтом посилення 42 дБ. Широкоспрямована антена діаметром 0,3 метри і кут розкриття 14 градусів кріпиться на зворотному боці вторинного рефлектора вузьконаправленої антени. Пара всеохоплюючих антен розташована з протилежних сторін космічного апарата. Одна з них знаходиться зверху приймача широконаправленої антени, а друга — всередині адаптера кріплення до ракети-носія. Всеспрямовані антени використовували тільки на ранніх фазах польоту в навколоземному просторі і могли б допомогти в аварійних ситуаціях у випадку втрати орієнтації.
Вихідний сигнал посилюється 12-ватною лампою біжної хвилі, яка (разом із запасною) встановлена на корпусі космічного апарата під тарілкою вузьконаправленої антени. Управління передавачем допускає одночасне використання двох ламп, що дає змогу практично подвоїти швидкість передачі даних на Землю. При цьому поляризація сигналу буде подвійною. Випробування такого способу передачі на початку польоту були визнані успішними і зараз вважаються робочим варіантом (в тому випадку, якщо вистачить запасу потужності системи електроживлення).
Система зв'язку має надлишкову конструкцію — більшість ключових пристроїв у системі зв'язку продубльовано, і в разі виходу з ладу основних механізмів, їх роботу візьмуть на себе резервні. Система дала змогу передавати дані на Землю зі швидкістю 38 кбіт/с (4,75 кбайт/с) в районі Юпітера — швидкість, яку можна порівняти зі швидкістю застарілого модема. Після досягнення Плутона апарат зможе передавати дані зі швидкістю 768 біт/с (96 байт за секунду); 1 мегабайт передаватиметься приблизно 3 години. Це дуже низька швидкість, але вона дасть змогу передати на Землю цінні наукові дані і навіть високоякісні фотографії. Крім низької швидкості, додатковим ускладнюючим фактором є затримка сигналу, вона становить 4,5 години (в кожен бік).
Наукова інформація, отримана в результаті спостережень, передається не відразу — спочатку вона зберігається в банках пам'яті бортового обчислювального комплексу. Це відбувається частково тому, що швидкість надходження такої інформації суттєво вища пропускної здатності передавача, а також тому, що вся апаратура з метою зниження маси апарата змонтована безпосередньо на корпусі космічного апарата і для її прицілювання потрібен поворот усього апарата. Така компоновка дає змогу зробити космічний апарат легшим. Подібний підхід застосовується не повсюди — наприклад, космічні апарати серії «Вояджер» мали поворотні платформи для наукових приладів. Однак у «Вояджера-2» при прольоті Сатурна платформу заклинило, і в наукову програму довелося робити зміни — для отримання знімків Урана й Нептуна з належною витримкою без ефектів розмазування довелося повертати апарат слідом за планетою. Такий підхід застосовано й на «Нью-Горайзонс».

### Наукові інструменти
«Нью-Горайзонс» обладнаний сімома науковими інструментами: трьома оптичними, двома плазмовими, аналізатором пилу і радіоспектрометром. Інструменти дадуть змогу дослідити геологію, структуру поверхні, поверхневу температуру, атмосферний тиск, температуру атмосфери Плутона і її розсіювання в навколишній простір. Номінальна потужність інструментів — 21 Вт, таким чином не всі інструменти апарата можуть працювати одночасно. До того ж, зонд обладнаний підсистемою ультрастабільного осцилятора, що може бути використано для вивчення аномалії «Піонера» наприкінці функціонування апарата.

#### Long-Range Reconnaissance Imager (LORRI)

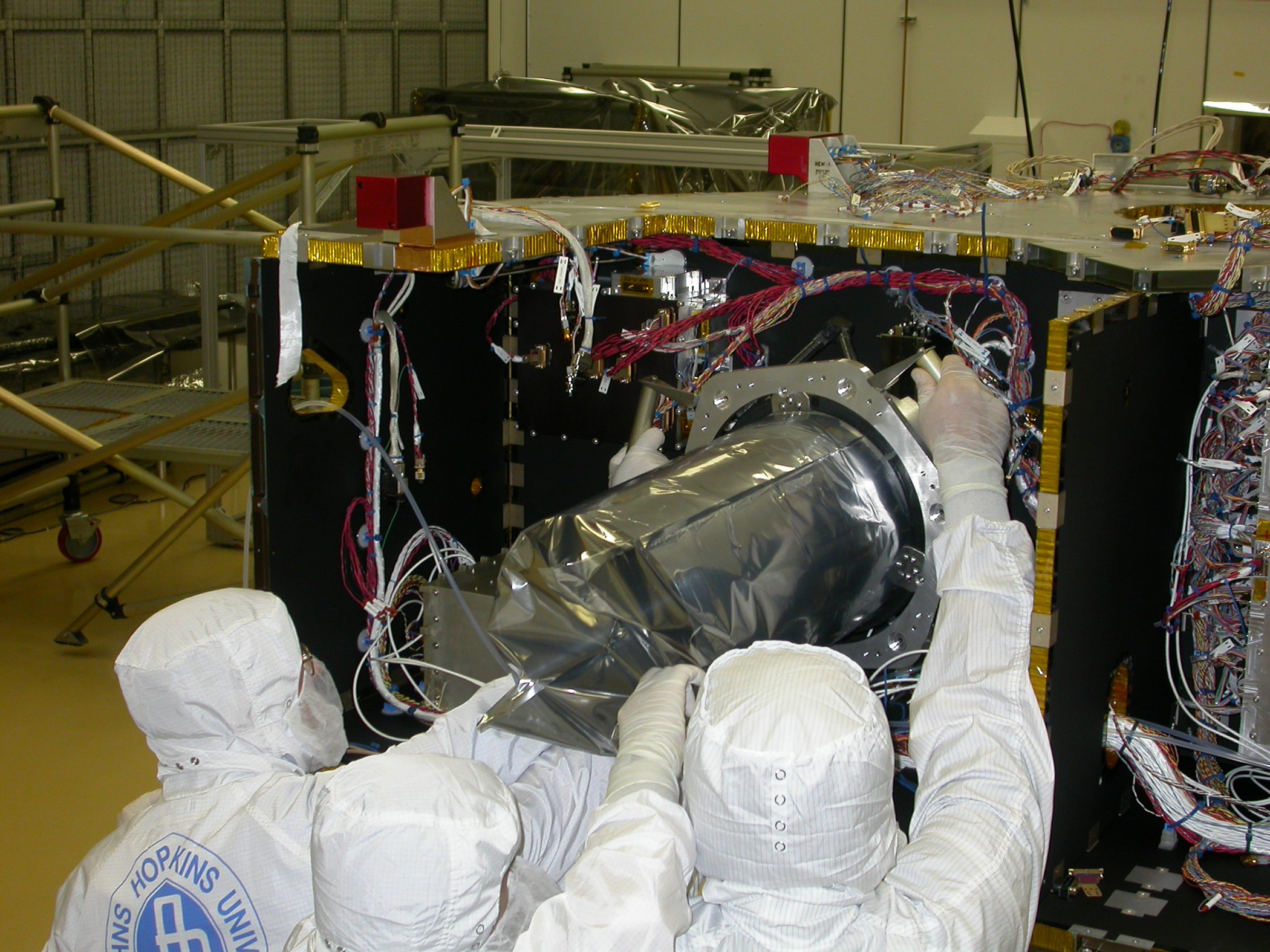
Камера LORRI

Камера LORRI (Long-Range Reconnaissance Imager) — довгофокусна камера спроєктована для фотографування у високій роздільній здатності і чутлива до видимого спектра хвиль. Інструмент обладнаний монохроматичною CCD матрицею 1024 × 1024 пікселі, 12-біт на піксель, яка має роздільну здатність 5 мкрад (~1 кутова секунда). CCD охолоджується пасивним радіатором із підсонячного боку космічного апарата. Ця температура вимагає ізоляції від інших компонентів зонда. 208,3 мм оптична система дзеркал Система Річі — Кретьєна і вимірювальна система зроблена з карбіду кремнію, для збільшення жорсткості і зменшення ваги, а також для запобігання деформації при низьких температурах. Оптичні елементи встановлені у композитному легкому щиті з титану і скловолокна для термоізоляції. Загальна маса інструмента 8,6 кг із блоком оптики, що важить 5,6 кг. Це один із найбільших, на той момент телескопів із твердосплавного силікону, що був запущений у космос (рекорд був побитий телескопом Гершель). Для перегляду на вебсайті, 12-бітні світлини LORRI були конвертовані у 8-бітні. Ці світлини не мають повного динамічного діапазону яскравості, на відміну від необроблених фото LORRI.

#### Solar Wind Around Pluto (SWAP)

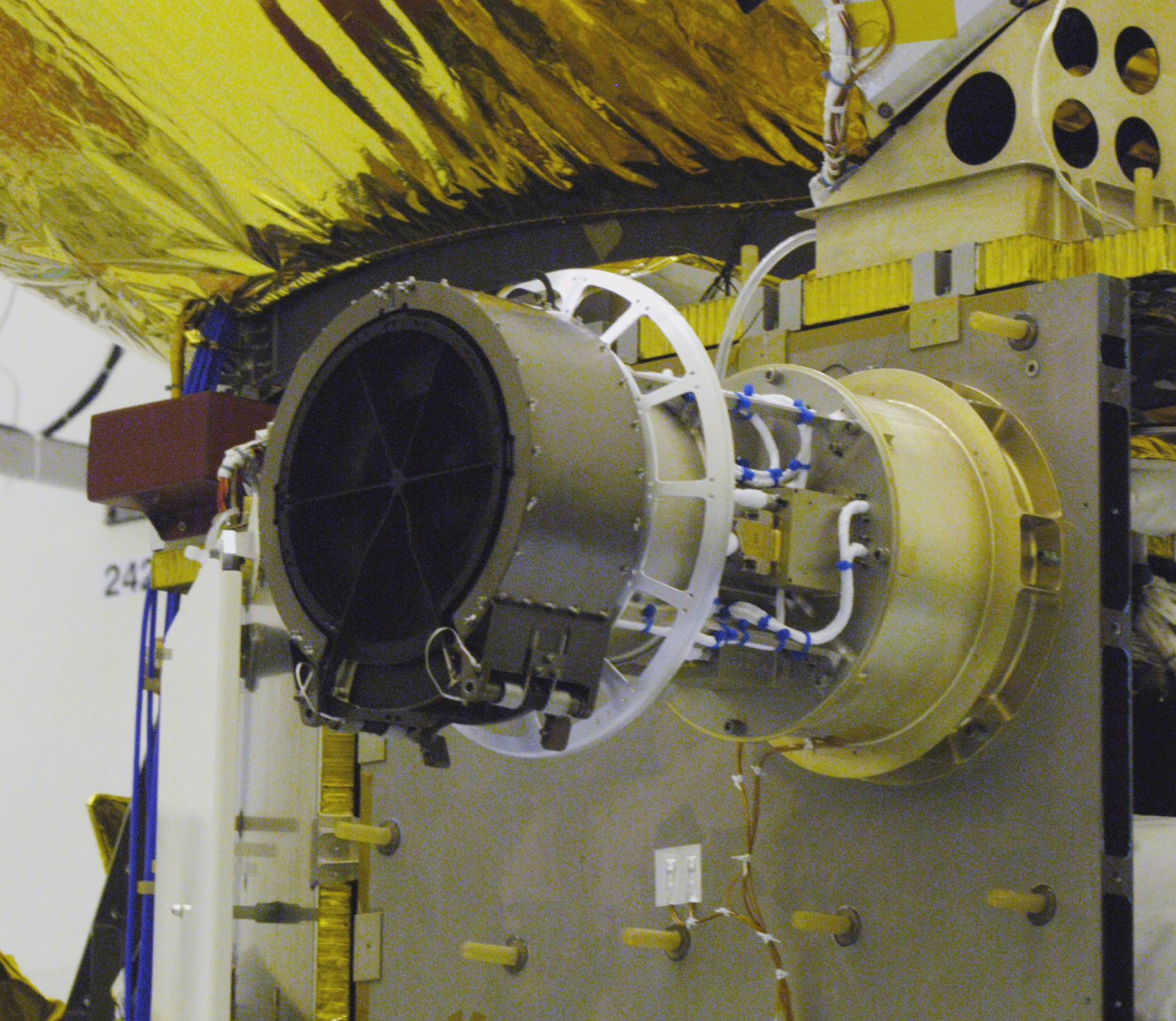
SWAP — вимірювач параметрів частинок сонячного вітру

Solar Wind Around Pluto — тороїдальний електростатичний аналізатор і аналізатор затримки потенціалу, це один із двох інструментів, який має в структурі плазмовий і високоенергетичний спектрометр частинок, другий інструмент — PEPSSI. SWAP вимірює частинки до 6,5 кеВ, а через слабкий сонячний вітер на відстані від Плутона, інструмент обладнаний найбільшою апертурою з усіх існуючих станом на 2006 рік.

#### Pluto Energetic Particle Spectrometer Science Investigation (PEPSSI)
Спектрометр енергетичних частинок Плутона — призначений для пошуку нейтральних атомів, які залишають атмосферу Плутона й перетворюються на заряджені частинки внаслідок взаємодії із сонячним вітром. Це один із двох інструментів «Нью-Горайзонс», який обладнаний спектрометром плазми і високоенергетичних частинок, другий інструмент — SWAP. На відміну від SWAP, що здатний вимірювати частинки до 6,5 КеВ, потужність PEPSSI складає 1 МеВ.

#### Alice
Ультрафіолетовий спектрометр Alice — один із двох інструментів для фотографування. Спектрометр працює у діапазоні від далекого до ультрафіолетового випромінювання (від 50 до 180 нм). Інструмент призначений для вивчення складу атмосфери й структури поверхні Плутона. Аналогічний прилад було підготовлено для АМС «Розетта» Європейського космічного агентства.
У серпні 2018 року НАСА, спираючись на дані Alice, повідомило про ознаки «водневої стіни», яка оточує Сонячну систему. Вперше схожі дані були зафіксовані у 1992 році двома космічними зондами «Вояджер».

#### Телескоп Ralph

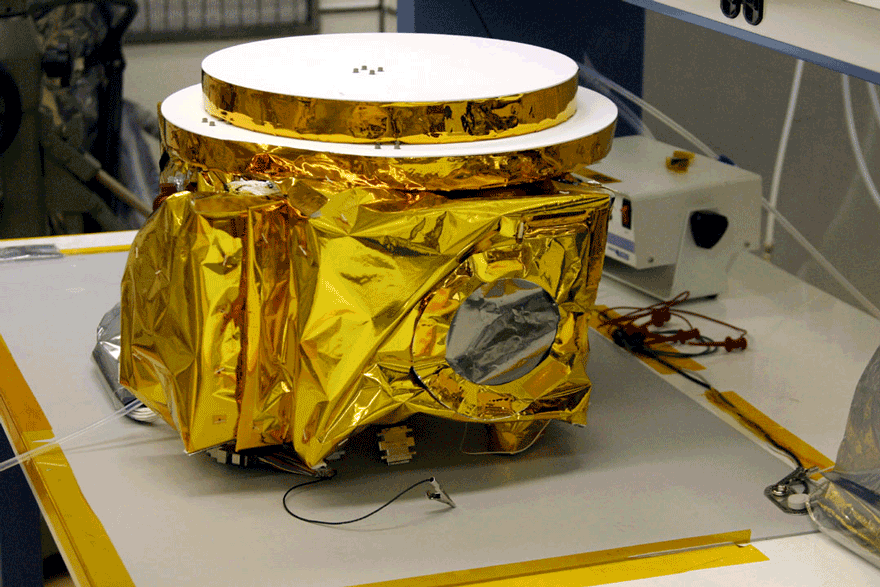
Ralph — телескоп і кольорова камера

Телескоп Ralph має апертуру 75 мм, це один із двох камер зонду, які складають систему Дистанційного Дослідження і Зондування Плутона, другий інструмент — Alice. Телескоп Ralph має два окремі канали: MVIC (Multispectral Visible Imaging Camera) — багатоспектральна камера видимого діапазону з CCD матрицею і широкосмуговими та кольоровими каналами; і LEISA (Linear Etalon Imaging Spectral Array) — інфрачервоний картографічний спектрометр. LEISA спроєктований на основі вже існуючого інструменту, встановленого на дослідницькому супутнику Earth Observing-1. Телескоп Ральф названий на честь чоловіка Еліс із телесеріалу «Наречені» і був спроєктований після Alice.
23 червня 2017 року НАСА оголосило про зміну назви інструменту LEISA на «Lisa Hardaway Infrared Mapping Spectrometer» (Інфрачервоний картографічний спектрометр Лізи Гардауей) на честь Лізи Гардауей — програмного менеджера інструменту Ralph, Ball Aerospace & Technologies, яка померла у січні 2017 року у віці 50 років.

#### Venetia Burney Student Dust Counter (VBSDC)

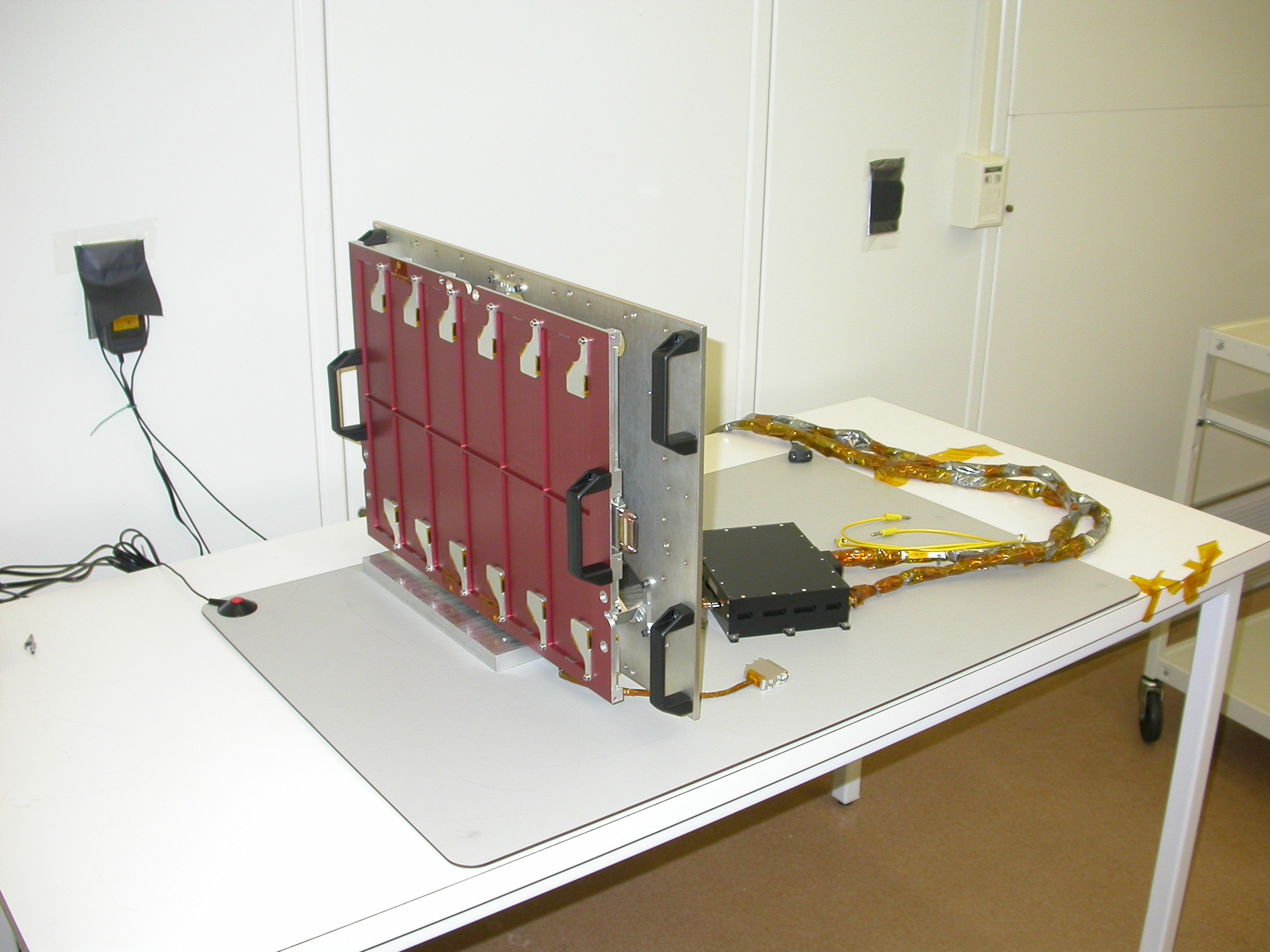
VBSDC — детектор пилу Венеції Берні

Venetia Burney Student Dust Counter (VBSDC) — детектор пилу Венеції Берні побудований студентами Університету Колорадо в Боулдері, призначення інструменту — вимірювання концентрації пилових частинок у поясі Койпера. Він складається з панелі розміром 460 мм × 300 мм, вмонтованої з несонячного боку апарата і блоку електроніки, розміщеної всередині апарата. Детектор складається з 14 полівінілденфторидових панелей, 12 наукових і 2 еталонних, які генерують напругу під час впливу. Ефективна площа вимірів становить 0,125 м2. До запуску цього зонду, поза орбітою Урана ще не працював жодний детектор пилу. Моделі щодо пилу в Сонячній системі, особливо у поясі Койпера, базуються лише на теоретичних обґрунтуваннях. Детектор пилу завжди знаходиться в положенні для вимірювання мас частинок міжпланетного і міжзоряного пилу (в діапазоні від нано- до пікограмів), коли ці частинки зіштовхуються з панелями інструменту, вмонтованими у корпус апарата. Дані, отримані під час цих вимірювань, дадуть змогу покращити розуміння пилових спектрів Сонячної системи. Отримані пилові спектри можуть бути порівняні з іншими спектрами, які були отримані в результаті спостережень за іншими зірками, що надасть відповідь на питання: де можуть бути знайдені землеподібні планети у всесвіті. Пиловловлювач названо на честь Венеції Берні — дівчинки, яка запропонувала дев'ятій планеті назву «Плутон».

#### Radio Science Experiment (REX)
Radio Science Experiment — це радіоспектрометр для проведення радіотехнічних досліджень із використанням каналів зв'язку, він інтегрований з основною антеною зонда (за його допомогою заплановано досліджувати структуру атмосфери Плутона, теплові властивості його поверхні й вимірювати масу Плутона, Харона та об'єктів поясу Койпера). Інструмент має розмір кредитної карти. Оскільки існує дві надлишкові підсистеми зв'язку, існують дві ідентичні схеми інструмента.

## Подорож до Плутона

### Запуск
24 вересня 2005 року космічний апарат було доставлено у космічний центр імені Кеннеді на борту літака Boeing C-17 Globemaster III для передпольотних операцій. Запуск зонду планувався спочатку на 11 січня 2006 року, проте був відкладений до 17 січня 2006 року для здійснення перевірки борескопа керосинового бака ракети-носія Atlas V. Наступна затримка запуску ще на два дні була пов'язана з низькими хмарами, технічними труднощами, які не пов'язані з самою ракетою.
Запуск місії «Нью-Горайзонс» був здійснений зі стартового майданчика 41 на мисі Канаверал, Флорида, південніше стартового комплексу 39, з якого здійснювались запуски Спейс Шаттл о 19:00 UTC 19 січня 2006 року. Розгінний блок Centaur ввімкнув запалення о 19:04:43 UTC і відпрацював 5 хвилин 25 секунд. Блок вдруге здійснив запалювання о 19:32 UTC і працював 9 хвилин 47 секунд. Третій ступінь Star 48B ввімкнув запалення о 19:42:37 UTC і працював 1 хвилину 28 секунд. Разом, ці запалювання надали швидкість 16,26 км/c (58 536 км/год). «Нью-Горайзонс» знадобилось лише 9 годин, щоб досягти орбіти Місяця. Резервний час для запуску було заплановано на лютий 2006-го і лютий 2007 року, це пов'язано з невеликим пусковим вікном у 23 дні для здійснення гравітаційного маневру навколо Юпітера. Будь-який запуск в інший період часу зменшив би швидкість зонду і затримав би проліт повз Плутон на 5—6 років.
Зонд був запущений за допомогою ракети-носія Atlas V 551, з третім ступенем для збільшення швидкості апарата. Це був перший запуск Atlas V 551 у конфігурації з п'ятьма твердопаливними прискорювачами і перший запуск Atlas V з третім ступенем. Попередні запуски не використовували прискорювачів взагалі, або використовували 2—3 прискорювачі. Ракета-носій AV-010 важила під час запуску 573 160 кг, і до цього отримала пошкодження під час урагану Вільма, який здійснив значні руйнування у Флориді 24 жовтня 2005 року. Один із прискорювачів був пошкоджений дверима і був замінений на ідентичний, який попередньо пройшов всі необхідні тести.
Запуск був присвячений пам'яті пускового інженера Даніеля Серокона, що зробив значний вклад в історію космічних подорожей.

### Зовнішня частина Сонячної системи

#### Корекції траєкторії
28 і 30 січня 2006 року оператори місії надіслали команди для перших корекцій траєкторії польоту, що було здійснено у два етапи. Швидкість зонду після цих маневрів була збільшена на 18 м/с. Перша корекція була досить точною, що дало змогу скасувати наступну корекцію траєкторії. 9 березня 2006 року оператори місії втретє скоригували траєкторію зонду. Двигуни відпрацювали 76 секунд збільшивши швидкість на 1,16 м/с. Подальші корекції траєкторії не були необхідні до 25 вересня 2007 року (сім місяців після прольоту Юпітера), двигуни були ввімкнуті на 15 хвилин 37 секунд і збільшили траєкторію на 2,37 м/с, ще одна корекція траєкторії була успішно здійснена 30 червня 2010 року і тривала 35,6 с, у цей час «Нью-Горайзонс» подолав половину шляху до Плутона.

#### Тести наукових інструментів і проходження орбіти Марса
Впродовж тижня до 20 лютого 2006 року, оператори місії здійснили випробування трьох наукових інструментів зонду: Alice, PEPSSI і LORRI. Під час тестів не було отримано наукових даних, а електроніка і електромеханічні системи апарата працювали в межах норми.
7 квітня 2006 року космічний апарат пролетів орбіту Марса зі швидкістю 21 км/с, а відстань від Сонця складала 243 млн км.

#### Астероїд 132524 APL
Через необхідність збереження палива для можливих наближень до об'єктів поясу Койпера після прольоту Плутона, навмисне зближення з об'єктами у поясі астероїдів не планувалось. Після запуску команда «Нью-Горайзонс» просканувала траєкторію польоту космічного апарата для визначення астероїдів, спостереження за якими можливе зблизька. У травні 2006 року науковці визначили, що зонд пролетить повз крихітний астероїд 132524 APL 13 червня 2006 року. Максимальне зближення відбулось о 4:05 UTC, відстань склала 101 867 км. Астероїд був сфотографований камерою Ralph (камера LORRI не могла бути застосована через близькість до Сонця), це дало змогу команді місії протестувати камеру Ralph і дослідити склад астероїда. Діаметр астероїда складає 2,5 км. Зонд успішно відслідковував рух астероїда впродовж 10—12 червня 2006 року.

#### Перше спостереження Плутона
Перші світлини Плутона від «Нью-Горайзонс» були отримані 21—24 вересня 2006 року, під час тесту камери LORRI. Світлини були опубліковані 28 листопада 2006 року. Вони були зроблені з відстані приблизно 4,2 млрд км, підтверджуючи здатність апарата відслідковувати віддалені цілі, що є критично важливим для здійснення маневрів під час польоту до Плутона і об'єктів поясу Койпера.

### Проліт повз систему Юпітера

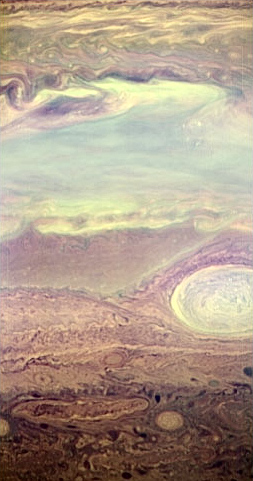
Інфрачервоне зображення Юпітера, зроблене «Нью-Горайзонс»

«Нью-Горайзонс» використав камеру LORRI для фотографування Юпітера 4 вересня 2006 року, світлини були зроблені з відстані 291 млн км. Детальніші дослідження системи розпочали у січні 2007 року з інфрачервоної світлини супутника Каллісто, так само як і з кількох чорно-білих світлин Юпітера. «Нью-Горайзонс» здійснив гравітаційний маневр довкола Юпітера з максимальним наближенням о 05:43:40 UTC 28 лютого 2007 року, на відстані 2,3 млн км від Юпітера. Проліт повз Юпітер збільшив швидкість зонду на 4 км/с, таким чином загальна швидкість апарата становила 23 км/с відносно Сонця, а подорож до Плутона стала коротша на три роки.
Проліт повз планету був ключовою подією 4-місячного спостереження, що тривало з січня до червня. Через те, що Юпітер постійно змінюється, спостереження за ним здійснювались періодично, починаючи від завершення місії «Галілео» у вересні 2003 року. Нові наукові дані були отримані завдяки останнім технологіям, застосованим для будівництва зонду «Нью-Горайзонс», особливо у нових камерах. Камери «Нью-Горайзонс» значно кращі за встановлені на зонді «Галілео», на якому діяли модифіковані камери зонду «Вояджер». Камери космічного апарата «Вояджер», своєю чергою, це модифіковані камери апарата Марінер. Проліт повз Юпітер також слугував і генеральною репетицією прольоту повз Плутон. Через те, що Юпітер значно ближче до Землі, ніж Плутон, науковці отримали більше даних під час прольоту повз систему Юпітера, ніж під час прольоту повз систему Плутона, це пов'язано з тим, що комунікаційна система була здатна задіювати кілька потоків передачі, використовуючи буфер пам'яті.
Одна з цілей під час прольоту повз Юпітер — спостереження атмосферних особливостей і аналіз структури і складу хмар. Спостерігались і були виміряні радіаційно-індуковані удари блискавки в полярних областях і «хвилі», що вказують на сильну штормову активність. Мала червона пляма розміром 70 % Землі, була сфотографована космічним апаратом зблизька вперше. Фотографування під різними кутами і з різним підсвічуванням дали змогу отримати знімки тонкої системи кілець Юпітера, а також були відкриті уламки, що залишилися від недавніх зіткнень всередині кілець або від інших непояснених явищ. Пошук невідомих супутників всередині кілець не мав результатів. Проліт повз магнітосферу дав апарату змогу зібрати цінні свідчення від часточок. Були зафіксовані «бульбашки» плазми, які, як вважається, утворені з матеріалу, викинутого супутником Іо.

#### Проліт повз супутники Юпітера
Чотири найбільші супутники Юпітера в момент прольоту знаходились не в найкращій позиції для дослідження, шлях зонду під час гравітаційного маневру знаходився в мільйонах кілометрів від будь-якого з Галілеєвих супутників. Однак інструменти зонду були призначені і для малих, тьмяних цілей, тому вони були використані для спостережень супутників Юпітера. Найбільшу увагу науковці звернули на Іо, вулкани якої викидають тонни матеріалу в магнітосферу Юпітера і далі. З одинадцяти спостережуваних вивержень, три досліджувались вперше. Викиди матеріалу з вулкана Тваштар сягають 330 км. Ці спостереження надали науковцям безпрецедентні дані, можливість зазирнути у структуру і динаміку викидів матеріалу і падіння їх на поверхню. Інфрачервоний аналіз виявив 36 вулканів на Іо. Поверхня Калісто була досліджена інструментом LEISA і виявила, як освітлення і кут огляду впливають на показники інфрачервоного спектра його поверхневого водного льоду. Були уточнені орбіти малих супутників, як-от Амальтея. Камери визначили їх місцезнаходження за допомогою «зворотної оптичної навігації».

### Зовнішня Сонячна система
Після прольоту Юпітера, «Нью-Горайзонс» перебував більшість шляху до Плутона у режимі гібернації: другорядні системи зонду, як-от система управління і контролю були вимкнені для подовження їх роботи, зниження експлуатаційних витрат і розвантаження системи далекого космічного зв'язку НАСА для інших місій. Під час перебування у режимі гібернації, бортовий комп'ютер здійснював моніторинг систем зонду і передавав сигнал на Землю: «зелений» код якщо всі системи працюють у штатному режимі і «червоний», якщо необхідне втручання операторів місії. Зонд активувався на два місяці на рік для калібровки і перевірки системи. Перший режим гібернації розпочався 28 червня 2007 року, другий розпочався 16 грудня 2008 року, третій — 27 серпня 2009 року, а четвертий — 29 серпня 2014 року після 10-тижневого тестування.
«Нью-Горайзонс» перетнув орбіту Сатурна 8 червня 2008 року орбіту Урана 18 березня 2011 року. Після цього астрономи повідомили про відкриття двох нових супутників системи Плутона — Кербер і Стікс. Керівники місії почали розрахунки можливості зіткнення зонду з невидимим сміттям та пилом, що залишилися після стародавніх зіткнень між супутниками. Дослідження базувалось на 18-місячному комп'ютерному моделюванні спостережень і затемнень Плутона за допомогою наземних телескопів. Дослідження з'ясували, що можливість катастрофічного зіткнення з уламками і пилом була менше ніж 0,3 %, якщо зонд залишатиметься на поточній траєкторії. Якщо небезпека зіткнення збільшиться, зонд має змогу застосувати один із двох планів на випадок надзвичайних ситуацій, названих SHBOTs (безпечний притулок за іншими траєкторіями): космічний апарат залишиться в поточному стані з антеною у напрямку загрози, яка має захистити найважливіші системи, або здійснити корекцію траєкторії і пролетіти лише у 3000 км від поверхні Плутона. Науковці передбачають, що на такій висоті атмосфера очистила навколишній простір від можливого сміття.
Під час гібернаційного режиму у липні 2012 року «Нью-Горайзонс» почав збирати наукові дані за допомогою наукових інструментів SWAP, PEPSSI та VBSDC. Планувалось задіяти лише інструмент VBSDC, проте, за ініціативи Алана Стерна, були задіяні додаткові інструменти, які могли надати цінні дані щодо геліосфери. До ввімкнення двох інших інструментів, відбулись наземні випробування, щоб упевнитись, що збір інформації на поточній фазі місії не обмежить кількість енергії, пам'яті та палива у майбутньому і що всі системи апарата працюватимуть під час обльоту. Перший блок даних був переданий у січні 2013 року під час тритижневої активації з режиму гібернації. Була оновлена програма команд та обробки даних для розв'язанняпроблеми перезавантаження комп'ютера.

#### Можливі цілі серед троянських астероїдів Нептуна
Інші можливі цілі для вивчення — троянські астероїди Нептуна. Траєкторія апарата знаходиться біля точки Лагранжа Нептуна (L5), яка може містити сотні об'єктів у співвідношенні 1:1. Наприкінці 2013 року «Нью-Горайзонс» пролетів на відстані 1,2 а. о. (180 000 000 км) від троянського астероїда Нептуна 2011 HM102, який був ідентифікований перед початком програми пошуку командою об'єктів поясу Койпера «Нью-Горайзонс» для прольоту повз них після дослідження Плутона у 2015 році. Для камери LORRI об'єкт 2011 HM102 відбивав достатньо світла для дослідження, проте команда місії вирішила не досліджувати цей об'єкт через підготовку до наближення до Плутона.

#### Спостереження за Плутоном і Хароном у 2013—2014 роках
Перші світлини, на яких Плутон і Харон відображені окремо були отримані 1—3 липня 2013 року за допомогою камери LORRI. 14 липня 2014 року оператори місії здійснили шосте коригування траєкторії на шляху до Плутона. Між 19—24 липня 2014 року зонд зробив 12 світлин Харона, що обертається довкола Плутона. Харон здійснює повний оберт довкола Плутона долаючи від 429 до 422 млн км. У серпні 2014 року астрономи здійснили високоточні вимірювання розташування і орбіту Плутона за допомогою Великого міліметрового радіотелескопа Атаками, щоб допомогти НАСА точніше спрямувати «Нью-Горайзонс» до Плутона. 6 грудня 2014 року контролери місії переключили апарат із гібернаційного режиму в активний. Оператори отримали сигнал про активацію зонда 7 грудня 2014 року о 02:30 UTC.

### Зближення з Плутоном
Віддалені спостереження за Плутоном розпочались 4 січня 2015 року. У ці числа, Харон і Плутон, сфотографовані камерами LORRI і Ralph мали лише кілька пікселів завширшки. Дослідники розпочали спостерігати за Плутоном і фоновим зоряним небом, щоб допомогти навігаторам у розробці коригуючих маневрів, які б більш точно направили апарат до Плутона. 15 січня 2015 року НАСА надало короткий огляд часових рамок етапів зближення і прольоту зонду повз систему Плутона.
12 лютого 2015 року НАСА оприлюднило нові світлини Плутона (зроблені 25—31 січня), що надійшли від «Нью-Горайзонс». Зонд знаходився на відстані 203 млн км від Плутона, коли його камери розпочали фотографування, що зафіксували Плутон і найбільший його супутник — Харон. Час експозиції був занадто малий, щоб зафіксувати на фотографіях малі супутники Плутона.
Дослідники зіставили серію фотографій супутників — Нікти і Гідри, зроблені 27 січня і 8 лютого 2015 рокуна відстані 201 млн км. Плутон і Харон з'явились як єдиний переекспонований об'єкт у центрі. Права частина світлини була оброблена за допомогою комп'ютера щоб прибрати фонові об'єкти. Ще менші супутники — Кербер і Стікс можна побачити на світлинах, зроблених 25 квітня 2015 року. Починаючи з 11 травня оператори місії шукали невідомі об'єкти, які могли становити загрозу зонду: кільця з уламків або невідомі супутники, які можна було б оминути за допомогою зміни траєкторії. Також, протягом періоду з січня 2015 року, 21 серпня 2012 року команда оголосила, що здійснюватиме спостереження за об'єктом поясу Койпера, тимчасово названим VNH0004 (на сьогодні 2011 KW48), цей об'єкт рухався на відстані 0,5 а. о. від «Нью-Горайзонс». Об'єкт надто далеко, щоб визначити особливості поверхні або здійснити спектрографічний аналіз, проте зонд здійснив спостереження, які не можливо було зробити наземними телескопами: визначити фазову криву і здійснювати пошук нових малих супутників. Другий об'єкт було заплановано для спостережень на червень 2015 року, а третій на вересень, після прольоту повз Плутон. Команда сподівається дослідити ще кілька об'єктів упродовж 2018 року. 15 квітня 2015 року Плутон був сфотографований із можливою полярною шапкою.

#### Помилка програмного забезпечення
4 липня 2015 року «Нью-Горайзонс» надіслав сигнал про програмну помилку і перейшов у безпечний режим, всі наукові операції були зупинені до розв'язання проблеми командою місії. 5 липня 2015 року НАСА оголосило, що проблема полягала у помилці в командній послідовності, яка виникла в результаті операції з підготовки зближення з системою Плутона, апарат повернувся до наукових операцій 7 липня 2015 року. Наукові дані, втрачені за час відновлення, не торкнулись первинних цілей місії, а також не вплинуть на дрібніші завдання.
Помилка полягала у виконанні двох завдань одночасно — стиснення раніше отриманих даних, звільнення простору для отримання додаткових даних та створення другої копії послідовності команд зближення з системою Плутона, що разом перевантажили основний комп'ютер космічного корабля. Після того, як було виявлено перевантаження, комп'ютер, як і було запрограмовано, перемкнувся на резервний і перейшов у безпечний режим і надіслав сигнал до Землі. Сигнал від зонда, який був отриманий 4 липня 2015 року змусив команду місії терміново шукати розв'язання проблеми, необхідно було зв'язатись з зондом для отримання додаткової інформації. У результаті було з'ясовано, що проблема виникла у програмній частині підготовки зближення з системою Плутона.

## Проліт повз систему Плутона

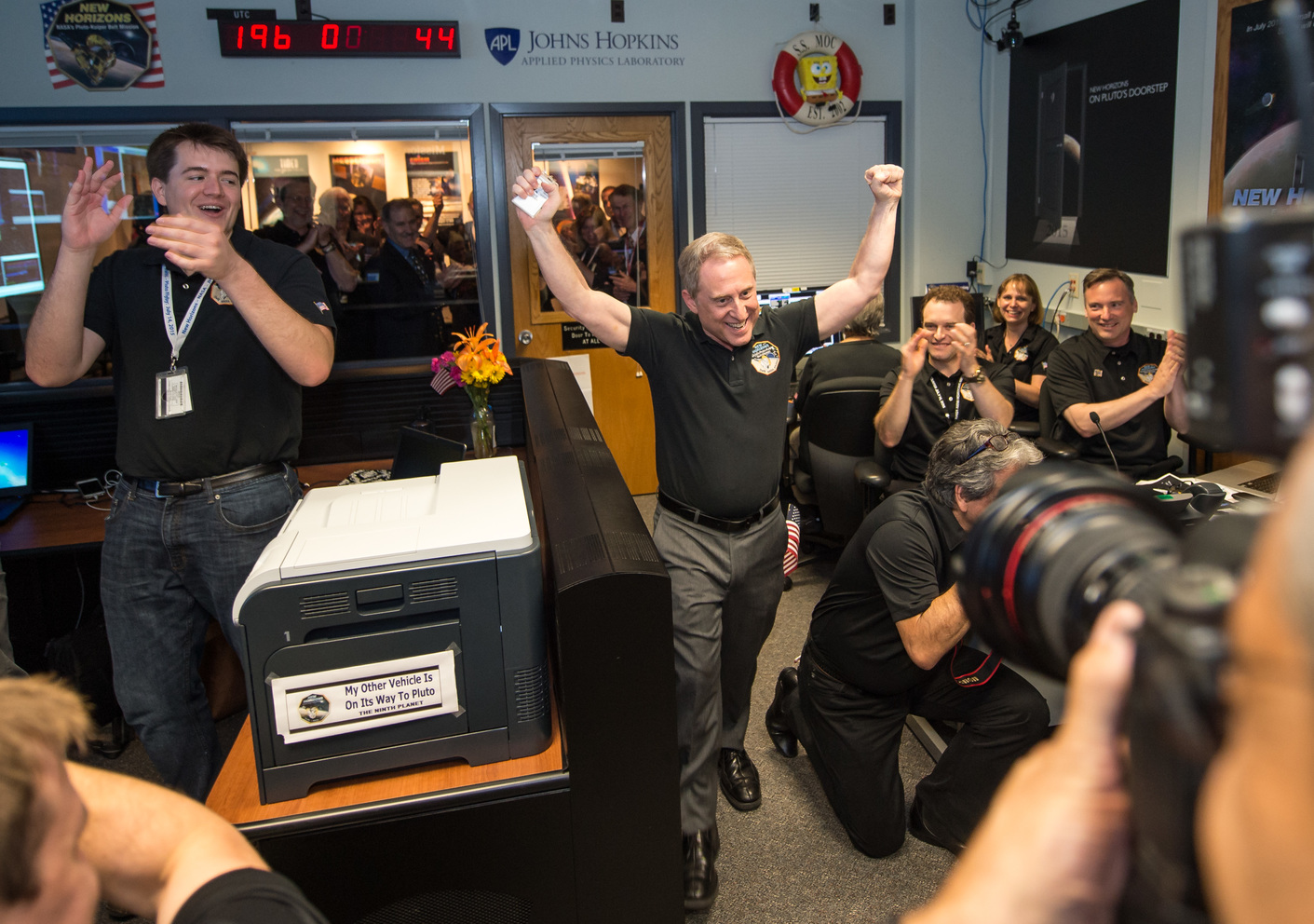
Алан Стерн і команда «Нью-Горайзонс» святкують успішний проліт зонду повз Плутон.

Найближче зближення «Нью-Горайзонс» з Плутоном відбулось о 11:49 UTC 14 липня 2015 року, апарат пролетів на відстані 12 472 км від поверхні і на відстані 13 658 км від центру Плутона. Телеметрія апарата підтвердила успішний обліт планети і повідомила, що всі системи апарата в нормі 15 липня 2015 року о 00:52:37 UTC, після 22 годин радіо тиші. Менеджери місії зазначали, що існував шанс 1 до 10 000, що уламки порід могли вивести апарат із ладу під час прольоту до передачі даних на Землю. Перші деталі зближення були отримані наступного дня, проте завантаження всіх даних тривало 15 місяців, а аналіз цих даних триватиме ще довше.

### Цілі
Наукові цілі місії розділені на три групи в залежності від пріоритетності. «Головні цілі» — необхідні, «другорядні цілі» — очікується, що будуть виконані, проте не обов'язкові. «Третинні цілі» — бажані. Ці цілі можуть бути виконані за можливості, проте можуть бути і пропущені для виконання цілей із перших двох груп. Вимірювання магнітного поля Плутона було скасовано. Магнітометр не був встановлений на зонді через обмеження маси і планувалось, що інструменти SWAP та PEPSSI зможуть виміряти ознаки магнітного поля Плутона.

#### Головні цілі
- Вивчення геологічних і морфологічних характеристик Плутона й Харона.
- Картографування хімічного складу поверхні Плутона й Харона.
- Характеристика нейтральної атмосфери Плутона і її розсіювання в навколишній простір.

#### Другорядні цілі
- Охарактеризувати часові зміни поверхні і атмосфери Плутона.
- Тривимірне-стерео картографування Плутона і Харона.
- Фотографування термінатора (межа дня і ночі) Плутона і Харона у високій роздільній здатності.
- Картографування хімічного складу обраних місцевостей Харона і Плутона у високій роздільній здатності.
- Характеризувати іоносферу Плутона (верхнього шару атмосфери) і її взаємодію з сонячним вітром.
- Пошук нейтральних часточок, як-от молекули водню, вуглеводнів, ціаніду водню та інших нітрилів в атмосфері.
- Пошук ознак атмосфери Харона.
- Визначити болометричні Альбедо Бонда для Плутона і Харона.
- Картографування температури поверхні Плутона і Харона.
- Картографування будь-яких інших супутників Плутона: Стікса, Нікти, Кербера або Гідри.

#### Третинні цілі
- Характеристика енергетичних часточок довкола Плутона і Харона.
- Уточнення об'ємних параметрів (радіусу, маси) і орбіт Плутона і Харона.
- Пошук невідомих місяців і кілець.

### Деталі обльоту
«Нью-Горайзонс» пролетів повз Плутон на відстані 12 500 км, з максимальним наближенням 14 липня 2015 року о 11:50 UTC і мав швидкість 13,78 км/с. Зонд також пролетів на відстані 28 800 км від Харона. Фотографування розпочалось за 3,2 дні до максимального зближення, роздільна здатність складала 40 км, це половина періоду обертання системи Плутон-Харон і дало змогу сфотографувати всі сторони Плутона і Харона. Знімання з малої відстані здійснювали двічі на день для пошуку змін поверхні, викликаних локалізованим снігопадом або поверхневим кріовулканізмом. Через нахил Плутона, частина північної півкулі була весь час у тіні. Впродовж обльоту, інженери очікували, що камера LORRI зробить світлини з роздільною здатністю 50 м/піксель, за умови, що відстань до поверхні становитиме 12 500 км, а MVIC зробить 4-колірну карту поверхні з роздільною здатністю 1,6 км. Інструменти LORRI та MVIC намагалися накласти відповідні зони покриття на стереопари. LEISA отримав гіперспектральну карту у ближньому інфрачервоному світлі з роздільною здатністю 7 км/піксель у загальному фотографуванні і 0,6 км/пікс для обраних ділянок.

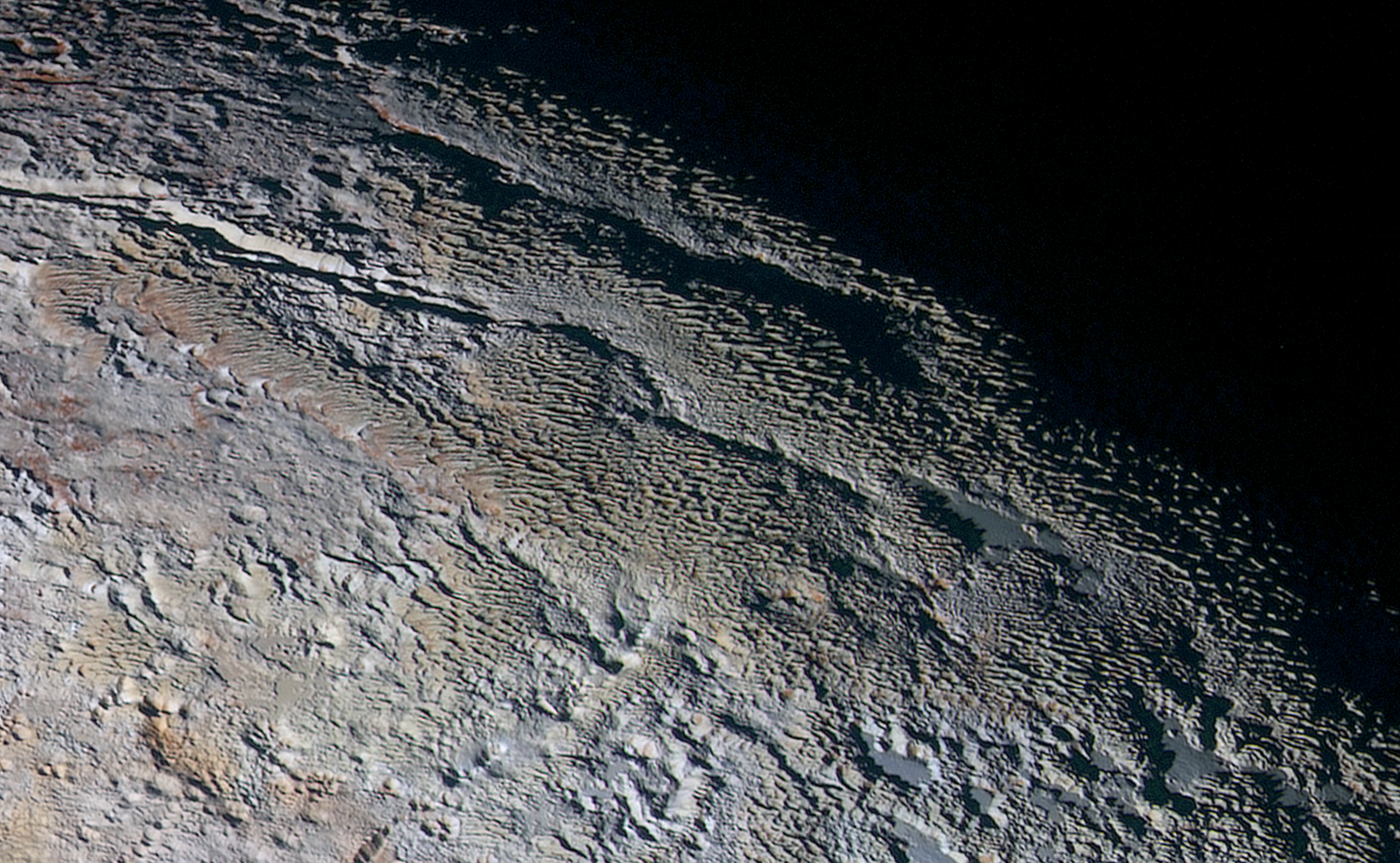
Сфотографовані малюнки синьо-сірих хребтів і червонуватого матеріалу у місцевості Tartarus Dorsa 14 липня 2015 року

Тим часом інструмент Alice досліджував атмосферу, за допомогою викидів атмосферних молекул (власне світіння) і під час затемнення фонових зірок, коли вони проходять за Плутоном (покриття). Під час і після обльоту, інструменти SWAP та PEPSSI взяли зразки з верхніх шарів атмосфери і виміряли ефект сонячного вітру. Детектор пилу Венеції Берні шукав частинки пилу, які утворились у результаті зіткнення з астероїдами і ознаки невидимих кілець. REX здійснював активні і пасивні радіотехнічні дослідження. Система зв'язку на Землі виміряла зникнення і появу радіосигналу під час прольоту зонду повз Плутон. Результати дали змогу уточнити діаметр Плутона, товщину атмосфери і її склад (завдяки її ослабленню і зміцненню). Alice має здатність робити подібні дослідження, використовуючи сонячне світло замість радіосигналу. Попередні місії мали зонд для передачі через атмосферу на Землю. Маса Плутона і розподіл маси були також виміряні завдяки інструментам апарата. Завдяки збільшенню і зменшенню швидкості апарата науковці виміряли ефект Доплера. Ефект Доплера вимірювався за допомогою ультрастабільного осцилятора, встановленого у електроніку системи зв'язку.
Відбите сонячне світло Харона дало змогу сфотографувати його темну сторону. Підсвітка від Сонця надала можливість виділити можливі кільця або імлу. REX здійснював радіотехнічні дослідження і нічної сторони.

### Спостереження супутників
«Нью-Горайзонс» зробив світлини малих супутників Плутона: Нікти — 330 м/пкс, Гідри — 780 м/пкс і приблизно 1,8 км/пкс Кербера і Стікса. Зонд визначив діаметри супутників — Нікта — 54×41×36 км, Гідра — 43×33 км, Кербер — 12×4,5 км, Стікс — 7×5 км. Приблизна роздільна здатність супутників — 164/124/109, 55/42/?, 7/3/?, і 4/3/? пікселів у ширину для Нікти, Гідри, Кербера і Стікса відповідно.
Передбачалось, що Кербер — це відносно великий і масивний об'єкт, темна поверхня якого призвела до слабкого відбиття світла. Ці спостереження виявились хибними, оскільки отримані зображення, зроблені зондом 14 липня і отримані науковцями на Землі у жовтні 2015 року, виявили об'єкт 8 км у ширину з великим відсотком відбиття світла, що може свідчити про наявність на поверхні водяного льоду.

## Події після прольоту Плутона

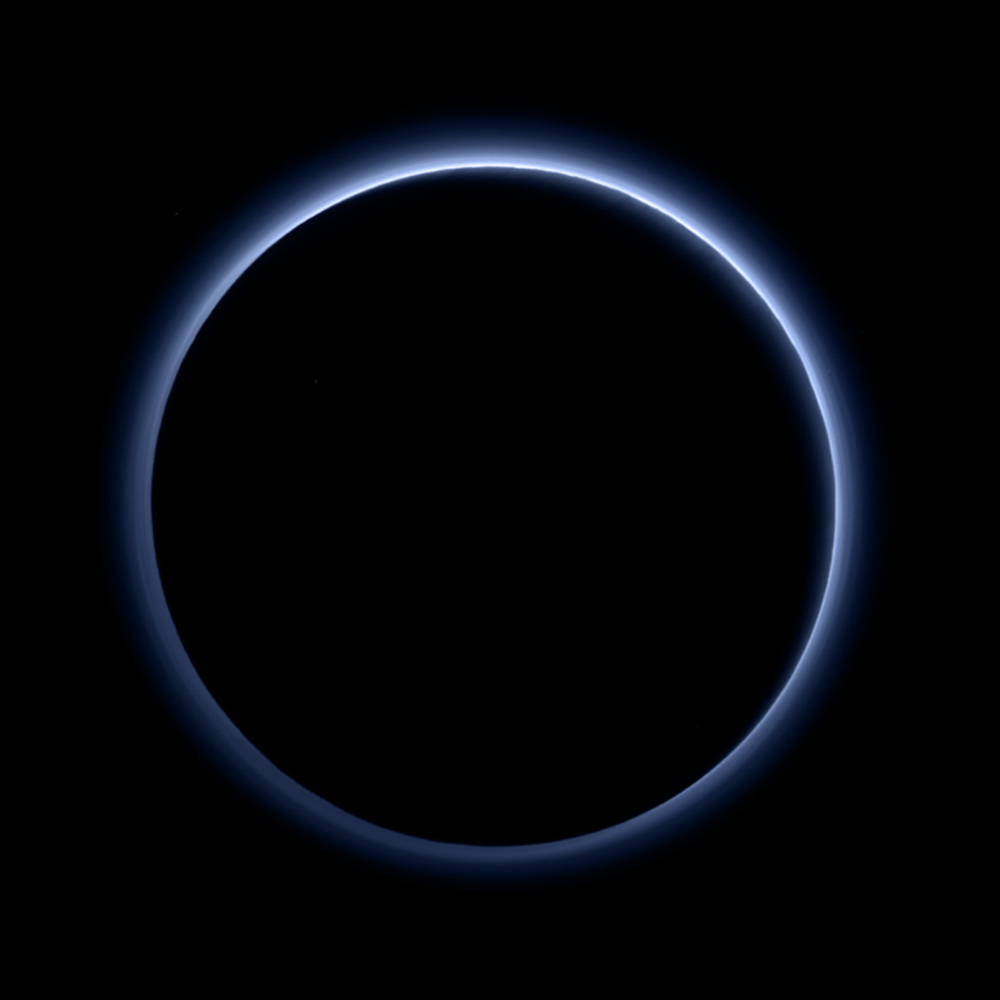
Нічний бік Плутона. Видно нижні шари атмосфери, підсвічені Сонцем. Знімок зонда «Нью-Горайзонс», кольори близькі до справжніх.

Після прольоту Плутона у липні 2015 року «Нью-Горайзонс» надіслав сигнал про нормальне функціонування всіх систем, траєкторія польоту в межах норми, а наукові дані прольоту системи Плутон — Харон успішно записані. Найважливішим завданням апарата була передача 6,25 Гб записаних даних. Відстань між зондом і Землею складала приблизно 4,5 світлової години — 3 017 768 400 км. Використовуючи антену високого посилення зонд передавав дані до Мережі далекого космічного зв'язку НАСА зі швидкістю 1 або 2 кілобіти в секунду через велику відстань.
30 березня 2016 року зонд передав на Землю половину наукових даних. Передача була завершена 25 жовтня 2016 року о 21:48 UTC, коли останні дані, отримані під час прольоту повз систему Плутон-Харон за допомогою інструментів Ralph/LEISA були отримані Лабораторією Прикладної Фізики (Університет Джонса Гопкінса).
На відстані 43 а. о. (6,43 млрд км) від Сонця і 0,4 а. о. (60 млн км) від об'єкта Аррокот (2014 MU69) (станом на листопад 2018 року), зонд «Нью-Горайзонс» рухається у напрямку сузір'я Стрільця зі швидкістю 14,1 км/с по відношенню до Сонця. Яскравість Сонця від космічного зонда дорівнює −18,5.
Станом на листопад 2020 року автоматична міжпланетна станція «Нью-Горайзонс» знаходиться вже на відстані в 7,4 мільярда кілометрів (49,46 а. о.) від Землі. Це майже в півтора рази більше, ніж «Нью-Горайзонс» пролетіла до своєї зустрічі з Плутоном у 2015 році.

## Розширена місія

Зовнішня Сонячна система, Хмара Оорта, пояс Койпера і орбіта Седни

Команда «Нью-Горайзонс» оголосила про подовження місії до 2021 року для дослідження об'єктів поясу Койпера. Під час цієї розширеної місії космічний зонд здійснить проліт повз Аррокот і здійснить віддаленіші спостереження ще кількох об'єктів.

### Місія з вивчення об'єктів поясу Койпера

#### Загальна інформація
Оператори місії шукали один або кілька об'єктів у поясі Койпера з розмірами 50—100 км у діаметрі для обльоту. Проте, багато факторів обмежують вибір цілі: невелика кількість палива апарата (33 кг гідразина), об'єкт повинен знаходитись у конусі у напрямку польоту від Плутона і в межах одного градуса. Таким чином апарат може дослідити Ериду, транснептуновий об'єкт за розмірами близька до Плутона. Також, ціль зонда має знаходитись на відстані не більше 55 а. о., через обмеженість потужності передавача і зниженням кількості енергії, яку генеруватиме РІТЕГ зонда, що унеможливить дослідження. Окрім цього, об'єкт має бути більше 50 км у діаметрі, нейтрального кольору і, за можливості, мати супутник. Після пошуку цілі на шляху «Нью-Горайзонс» за допомогою телескопа Габбл, у заданому радіусі було обрано лише три об'єкти, пізніше один із цих об'єктів був відхилений.

#### Пошуки
У 2011 році науковцями місії за допомогою наземних телескопів розпочались пошуки підходящого астероїда. У пошуках були використані телескопи з великим полем огляду, як-от два 6,5 м Магеланових телескопи у Чилі, 8,2 м телескоп Субару на Гаваях, і Канадсько-Французько-Гавайський телескоп. Для пошуку цілі для зонда, було оголошено проєкт «Ice Hunters» до якого долучилися громадяни, вони шукали на знімках телескопів можливі об'єкти для обльоту. Результат пошуків — відкриття близько 143 об'єктів, які зацікавили науковців, проте жоден із них не знаходився достатньо близько до траєкторії польоту «Нью-Горайзонс». Вважалося, що лише телескоп Габбл зможе знайти підходящий об'єкт для досліджень. 16 червня 2014 року науковці отримали час для роботи з телескопом Габбл. Він має більші можливості для віднайдення необхідного об'єкта поясу Койпера ніж наземні телескопи, цю можливість оцінили у 95 %.

#### Можливі цілі для дослідження

Анімоване зображення, що рухається на тлі зірок (складене зі знімків космічного телескопа «Габбл»)

15 жовтня 2014 року телескоп «Габбл» було знайдено три невідомі потенційні цілі, тимчасово позначені командою місії PT1 (від англ. potential target 1 — «потенційна ціль № 1»), PT-2, PT-3. Усі об'єкти мають діаметр 30—55 км, занадто малі, щоб їх побачити у наземні телескопи, відстань від Сонця — 43—44 а. о. з періодом зближенняб що припадає на 2018—2019 роки. Було також оцінено шанси досягти ці цілі зондом з урахуванням кількості наявного палива: 100 %, 7 %, та 97 % відповідно. Усі три об'єкти є представниками т. зв. «холодного» (з низьким нахилом, низьким ексцентрисистетом) класичного пояса Койпера, і таким чином, дуже відрізняється від Плутона. PT1 (одразу після виявлення астероїда на сайті телескопа «Габбл» надали тимчасову назву 1110113Y) найбільш підходяща ціль для дослідження з магнітудою 6,8, 30—45 км у діаметрі і буде досягнута у січні 2019 року. Для її досягнення зонду «Нью-Горайзонс» необхідно витратити близько 35 % наявного палива. Місія до PT3 теж підходить для вивчення інструментами зонду, вона яскравіше і, можливо, більше, ніж PT1. Проте вона потребує використання більшої кількості палива, щоб дістатись до неї. Внаслідок цього залишиться невелика кількість палива для маневрування і подальших досліджень. Коли була надана достатня інформація про орбіту, Центр Малих планет надавав тимчасові позначення для трьох цілей поясу Койпера: Аррокот (PT1), 2014 OS393 (PT2), і 2014 PN70 (PT3). Восени 2014 року потенційна четверта ціль — 2014 MT69 була викреслена. PT2 була поза досяжністю. Міжпланетна станція також вивчала близько 20 віддалених об'єктів поясу Койпера.

#### Обрання об'єкту з пояса Койпера
28 серпня 2015 року транснептуновий об'єкт із поясу Койпера Аррокот, який на той мав назву (486958) 2014 MU69 (PT1), був обраний наступною ціллю місії «Нью-Горайзонс». Необхідна траєкторія забезпечилася чотирма коригуючими маневрами між 22 жовтня і 4 листопада 2015 року. Проліт повз об'єкт запланований на 1 січня 2019 року. Фінансування місії було затверджено 1 липня 2016 року.

### Спостереження за іншими об'єктами пояса Койпера
Окрім обльоту Аррокота, розширена місія зонду має провести спостереження і пошуки систем кілець довкола 25—35 різних об'єктів поясу Койпера. До того ж, зонд має продовжити вивчення газу, пилу і плазми в поясі Койпера до закінчення розширеної місії у 2021 році.
2 листопада 2015 року міжпланетна станція сфотографувала об'єкт 15810 Arawn камерою LORRI з відстані 280 млн км, фото окреслили форму об'єкта і одну або дві деталі. Він був сфотографований знову камерою LORRI 7—8 квітня 2016 року з відстані 111 млн км. Нові світлини дали команді науковців змогу уточнити місце розташування об'єкта до 1000 км і визначити його період обертання — 5,47 годин.
У липні 2016 року камера LORRI сфотографувала віддалений об'єкт 50000 Квавар з відстані 2,1 млрд км. Поверхневий огляд доповнить наземні спостереження для вивчення світловідбиваючих властивостей об'єкта.
5 грудня 2017 року, коли «Нью-Горайзонс» був на відстані 40,9 а. о. від Землі, калібрувальне фото надало зображення розсіяного скупчення NGC 3532. Це найвіддаленіше фото, зроблене космічним апаратом (світлина побила попередній рекорд апарата «Вояджер-1» — зі світлиною Бліда блакитна цятка). Дві години потому, зонд побив власний рекорд, сфотографувавши об'єкти поясу Койпера 2012 HZ84 та 2012 HE85 з відстані 0,5 і 0,34 а. о. відповідно. Це найближчі зображення об'єктів поясу Койпера, окрім Плутона, станом на лютий 2018 року.
На початок 2024 року космічний зонд «Нью-Горайзонс» знайшов ознаки того, що пояс Койпера значно більший, ніж вважалося раніше. Результати дослідження, опублікованого в науковому виданні The Astrophysical Journal Letters, зонд «Нью-Горайзонс» перебуває вже на відстані 58 а. о. від Сонця, однак за допомогою інструмента SDC продовжує збирати дані, які відповідають уявленням астрономів про структуру поясу.

## Обліт Аррокота

Анімація траєкторії «Нью-Горайзонс» з 19 січня 2006 до 30 грудня 2030 року
«Нові обрії»·
·
Земля
·
132524 APL·
Юпітер·
Плутон

Розташування «Нью-Горайзонс» станом на березень 2018 року

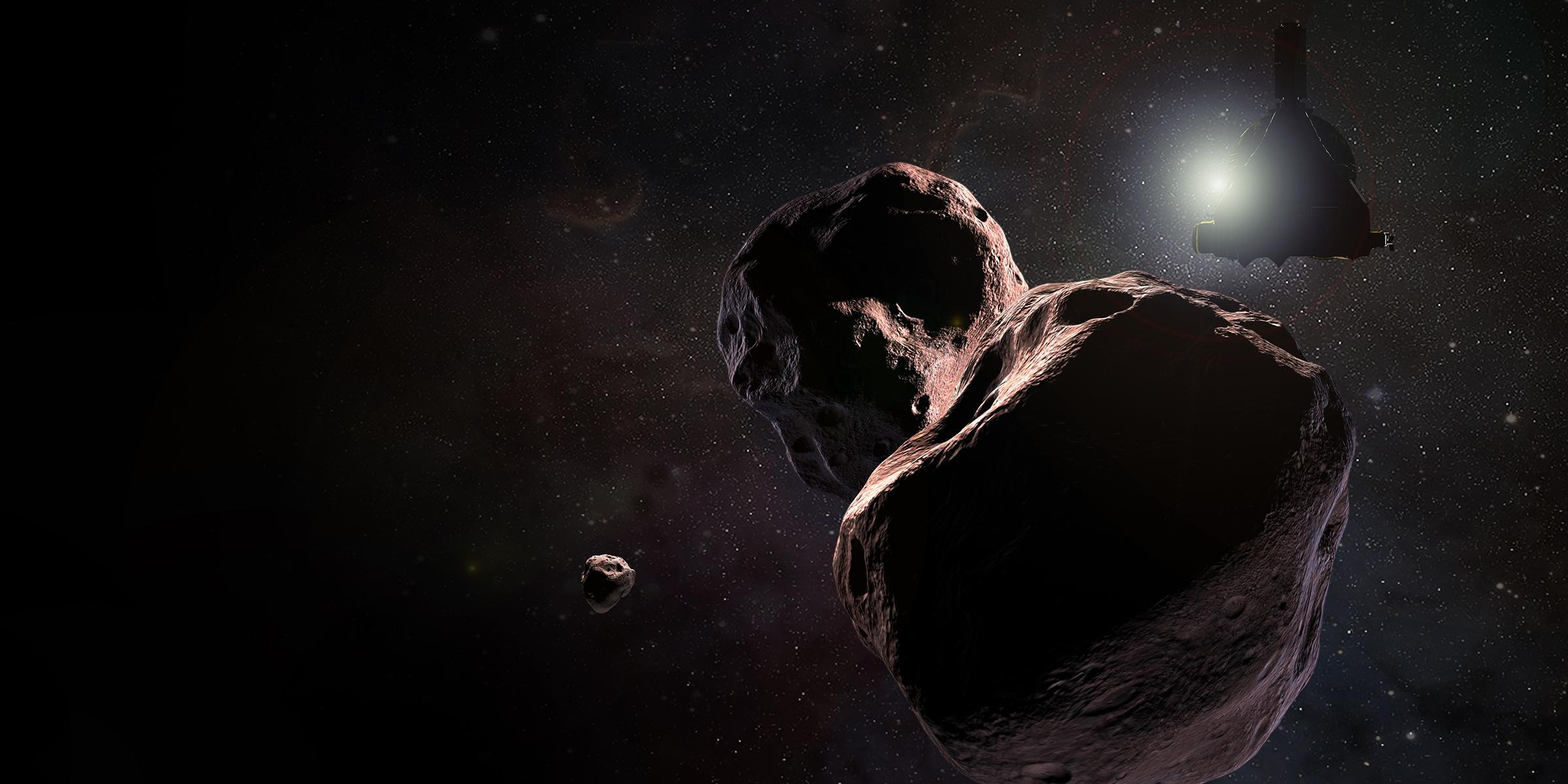
Концепт-арт прольоту зонда «Нью-Горайзонс» Аррокота

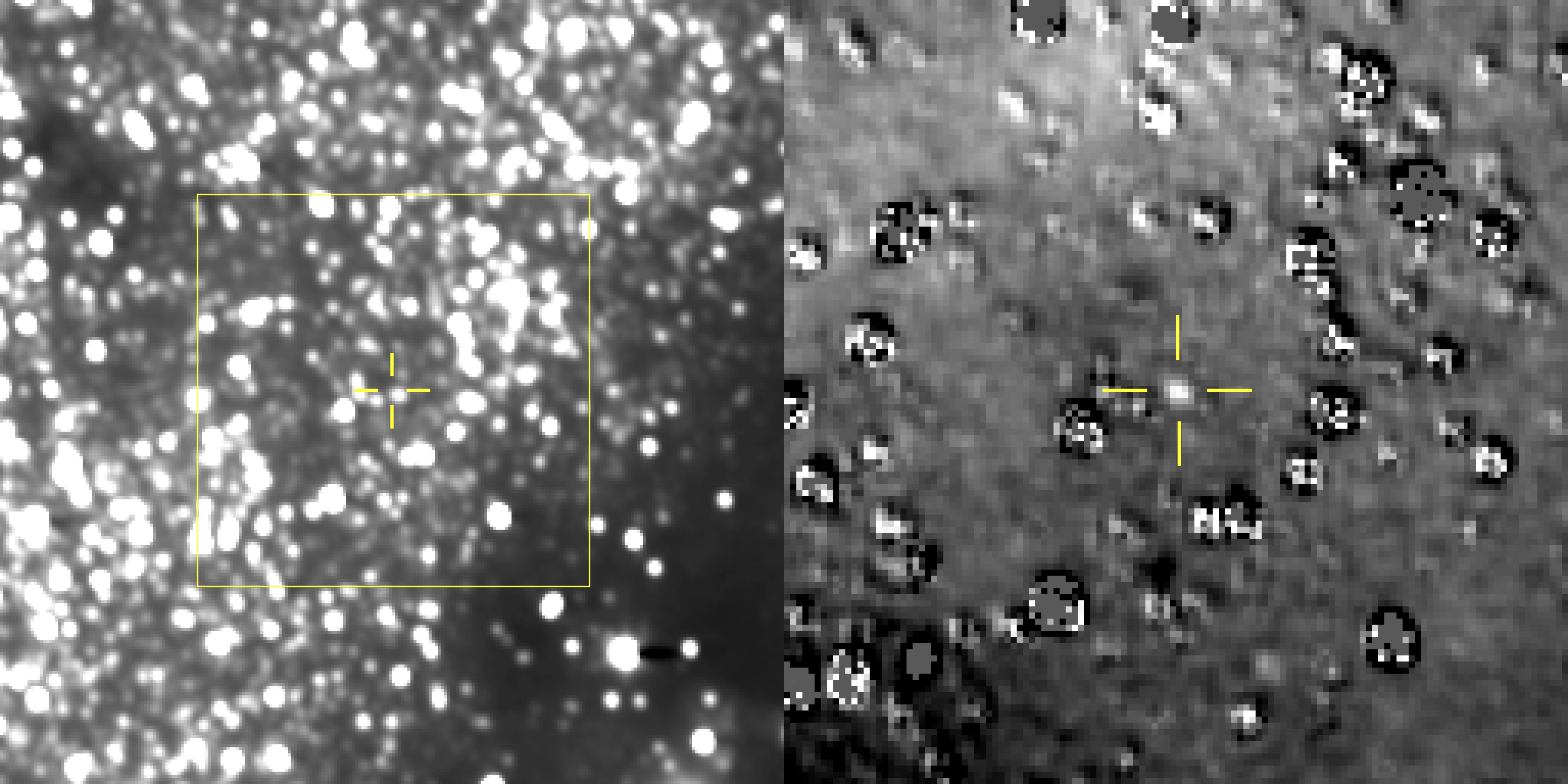
Перша світлина Аррокота зроблена апаратом «Нью-Горайзонс» 16 серпня 2018 року. Ліворуч: «Сире» фото. Праворуч: Світлина після обробки.

### Цілі
Наукові цілі на період 2018—2019 років включають характеристику геології та морфології Аррокота, картографування особливостей поверхні (пошук аммонію, окису вуглецю, метану і водяного льоду). Також проводитимуться пошуки місяців, коми, кілець і дослідження навколишнього середовища. Додаткові цілі:
- Картографування поверхневої геології і морфології, для відповіді на питання: як вона формувалась і еволюціонувала?
- Вимірювання поверхневої температури
- Картографування топографії поверхні у 3D і складу поверхні, для відповіді на питання: наскільки схожі і наскільки відрізняються комети, як-от Чурюмова — Герасименко і карликові планети, як-от Плутон.
- Пошуки будь-якої активності, як-от хмароподібна кома
- Пошуки і дослідження кілець і супутників
- Виміри маси

### Коригуючі маневри
Аррокот — це перший об'єкт для обльоту, який був відкритий після запуску космічного зонда. Планувалося, що «Нью-Горайзонс» пролетить за 3500 км від Аррокота втричі ближче, ніж раніше пролетів повз Плутон. Роздільна здатність світлин має становити 30 м.
Нова місія розпочалася 22 жовтня 2015 року, коли міжпланетна станція здійснила перший із чотирьох маневрів, для коригування траєкторії у напрямку до Аррокота. Маневр розпочався о 19:50 UTC, було задіяно два малих гідразинових двигуни, які пропрацювали 16 хвилин і змінили траєкторію на 10 м/с. Три наступні маневри відбулись 25 жовтня, 28 жовтня і 4 листопада 2015 року.

### Фаза наближення
Зонд був виведений із режиму гібернації о 00:33 UTC 5 червня 2018 року для підготовки до фази зближення. Після перевірки стану всіх систем зонду, він був переведений у стабілізуючий режим 13 серпня 2018 року. Офіційно фаза наближення розпочалася 16 серпня 2018 року і триватиме до 24 грудня 2018 року. Перші зображення очікуються не раніше вересня 2018 року. Якщо на шляху виникнуть перешкоди, апарат має час до середини грудня, щоб змінити траєкторію.
Уперше «Нью-Горайзонс» зафіксував свою ціль 16 серпня 2018 року з відстані 107 млн км. У той час Аррокот можна було побачити з магнітудою 20 з багатьма зорями на фоні з сузір'я Стрільця.

### Основна фаза
Основна фаза розпочнеться за тиждень до прольоту і триватиме два дні після прольоту. Найважливіші наукові дані будуть зібрані впродовж 48 годин під час найближчого прольоту під час «внутрішньої фази». Найближчий проліт очікується 1 січня 2019 року о 05:33 UTC, коли зонд знаходитиметься на відстані 43,4 а. о. від Сонця. З цієї відстані радіосигнал досягатиме Землі 6 годин.

## Швидкість
«Нью-Горайзонс» був названий «найшвидшим космічним апаратом із коли-небудь запущених» тому що він залишив Землю зі швидкістю 16,26 км/с (58 536 км/год) — швидше, ніж будь-який космічний апарат на той час. Це також перший космічний апарат, запущений напряму для польоту за межі Сонячної системи, для чого необхідно досягти швидкості 16,5 км/с (59 000 км/год); ракета-носій також має забезпечити додаткову швидкість, щоб подолати супротив повітря і гравітації.
Однак, це не найшвидший космічний апарат, що залишив Сонячну систему. Станом на січень 2018 року рекорд швидкості тримає «Вояджер-1», що подорожує зі швидкістю 16,985 км/с (61,146 км/год) по відношенню до Сонця. «Вояджер-1» досяг більшої гіперболічної надлишкової швидкості ніж «Нью-Горайзонс» завдяки гравітаційним маневрам поблизу Юпітера і Сатурна. Коли «Нью-Горайзонс» досягне відстані 100 а. о., його швидкість складатиме приблизно 13 км/с (47 000 км/год), що на 4 км/с (14 000 км/год) повільніше, ніж у «Вояджера-1» на цій відстані. Інші космічні апарати, як-от Helios, теж мали рекордну швидкість по відношенню до Сонця в перигелії: 68,7 км/c (247 000 км/год) для Helios-B. Оскільки вони залишилися на орбіті Сонця, їх питома орбітальна енергія по відношенню до Сонця менша, ніж у «Нью-Горайзонс» і інших штучних об'єктів, що залишили Сонячну систему.
Третій ступінь ракети, що вивела «Нью-Горайзонс» на орбіту — Star 48 — також перебуває на гіперболічній траєкторії і залишить Сонячну систему. Ступінь долетів до Юпітера раніше, ніж «Нью-Горайзонс», оскільки основний апарат коригував свою траєкторію для гравітаційного маневру біля планети-гіганта. Через неконтрольований політ, Star 48 не отримав гравітаційного прискорення біля Юпітера та дістався до орбіти Плутона на 3 місяці пізніше — приблизно 15 жовтня 2015 року. З Плутоном він розминувся на 200 млн км. Другий ступінь ракети — Centaur — не досяг швидкості, достатньої, щоб залишити Сонячну систему.

## Галерея

### Світлини запуску апарата
- caption1=Ракета-носій Atlas V у конфігурації 551, яка була використана для запуску зонду «Нові обрії». Світлина ракети за місяць до запуску.
- caption2=Пусковий майданчик 41 на мисі Канаверал. Ракета-носій Atlas V з зондом «Нові обрії»
- caption4=Запис відео телеканалу NASA TV під час запуску зонда «Нові обрії»

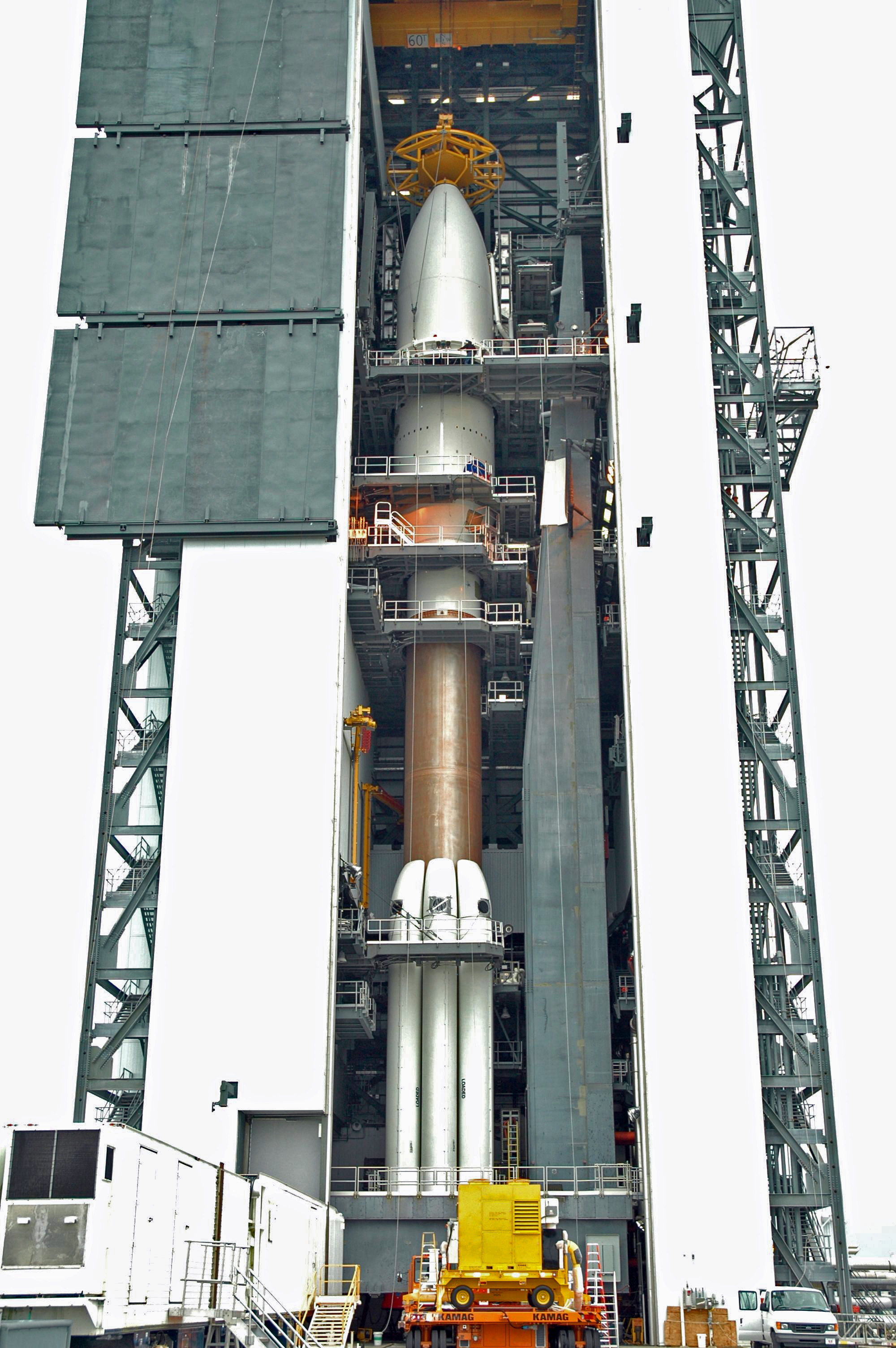
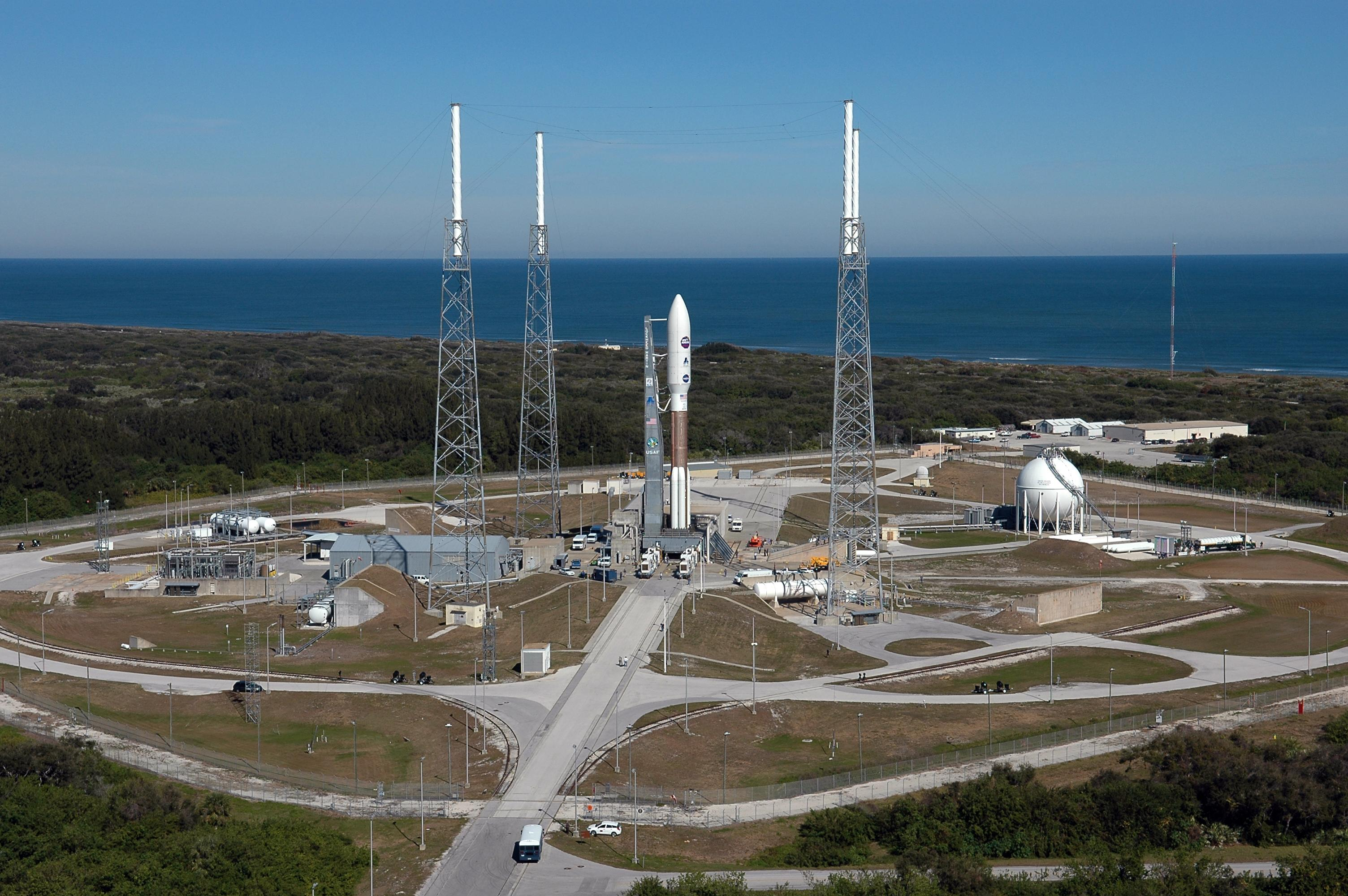
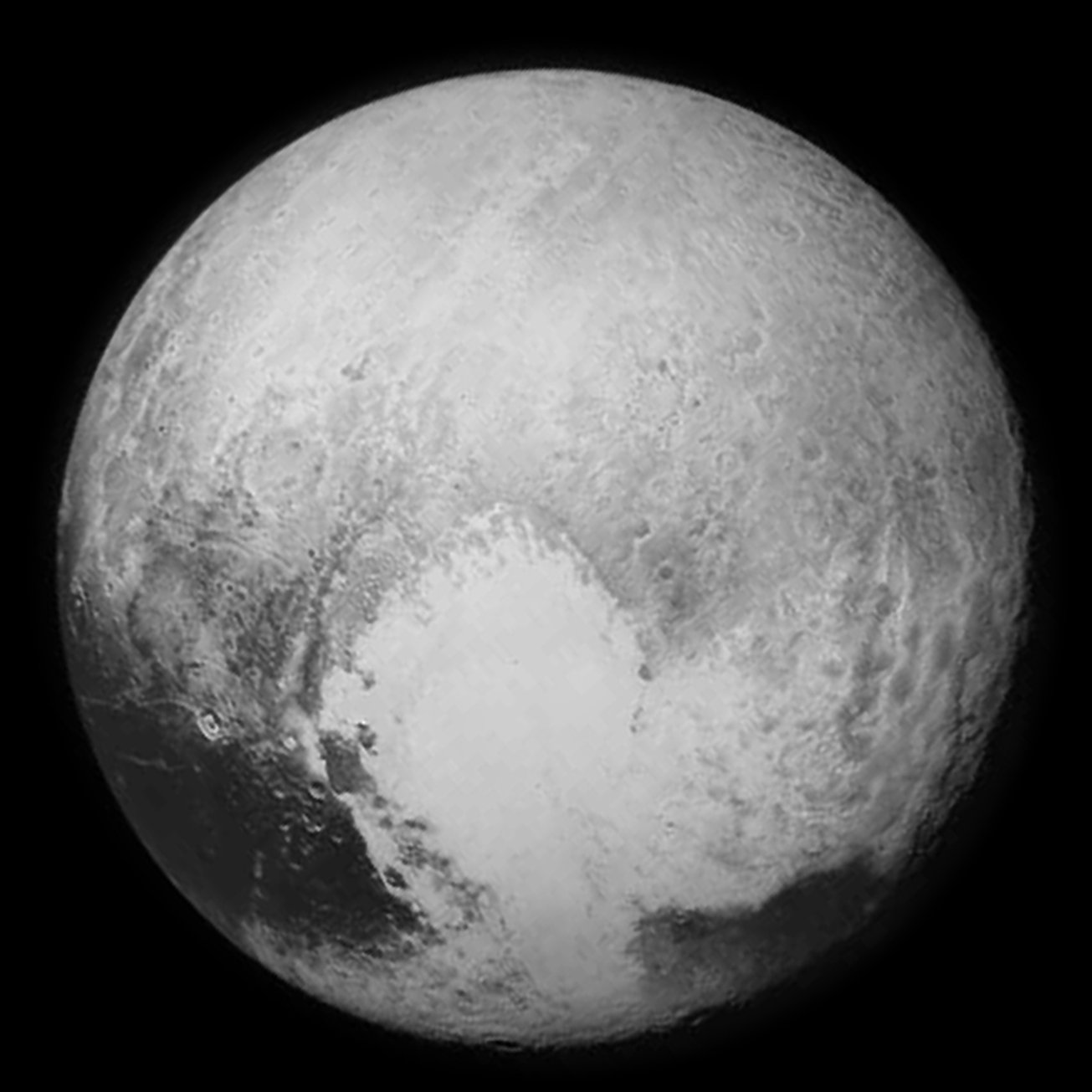
Плутон. Знімок, зроблений недалеко від Плутона.
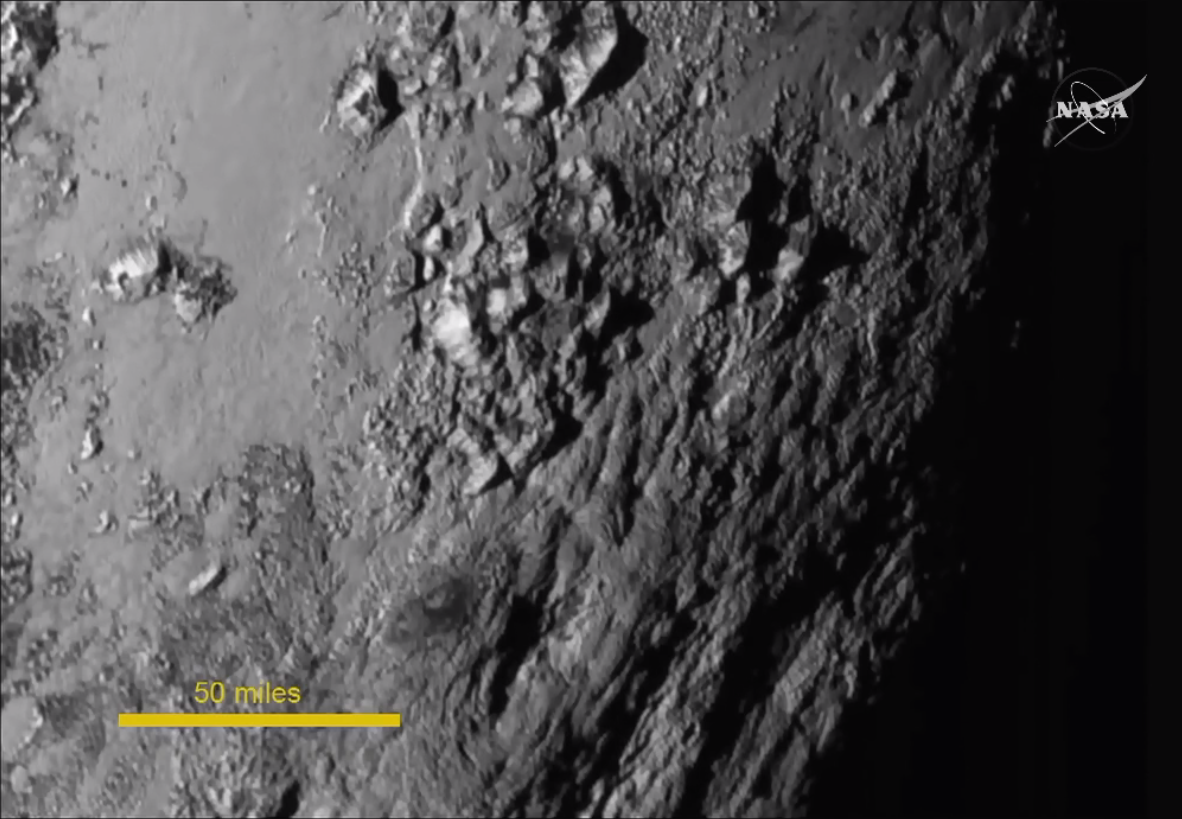
Поверхня Плутона: гори і рівнина.
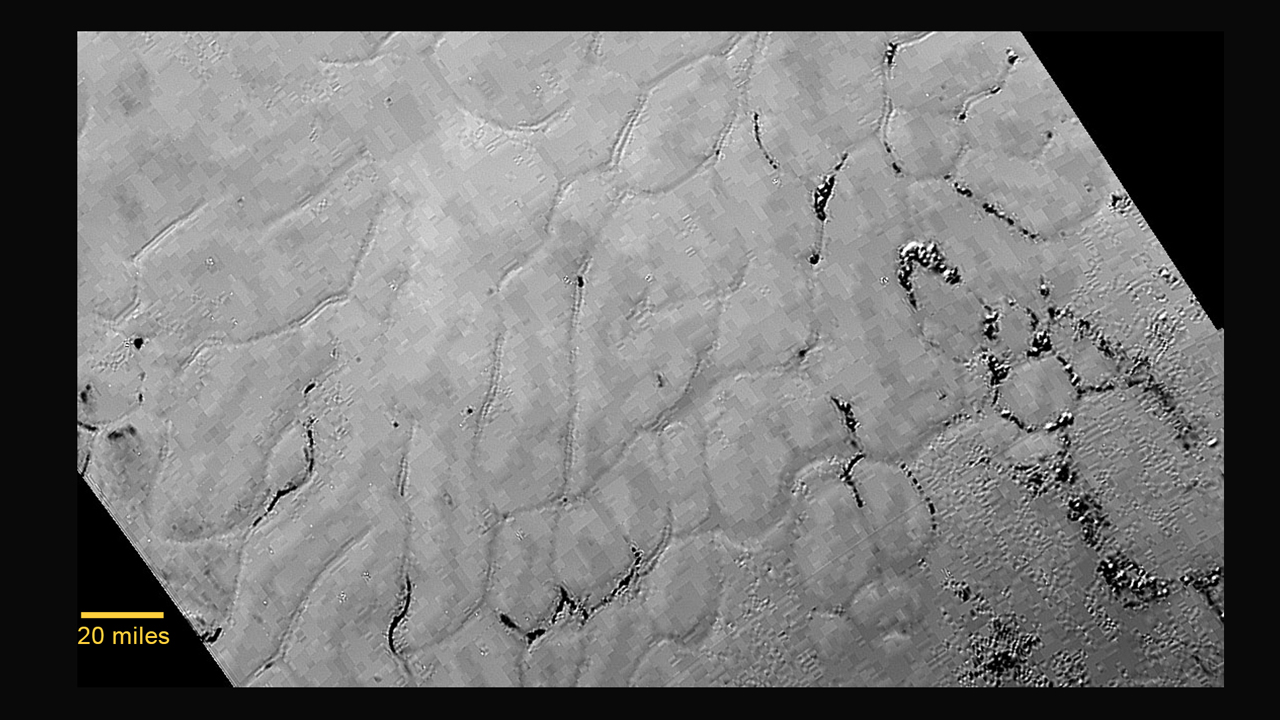
Поверхня Плутона: рівнина.
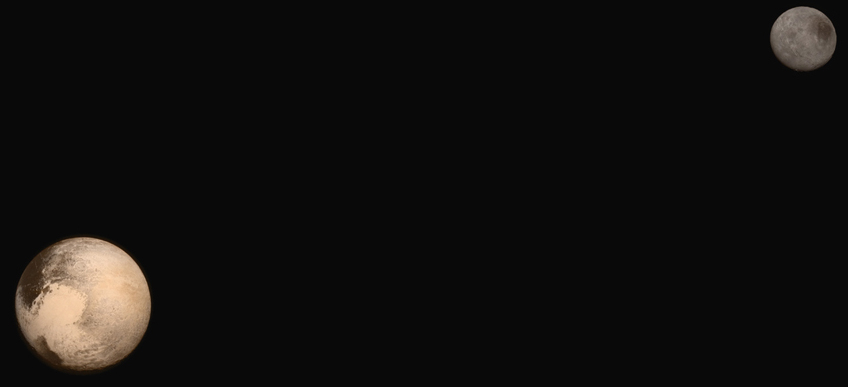
Плутон і Харон. Складене фото з двох кадрів.

## Хронологія подій

### Фаза підготовки
- 8 січня 2001 року: команда проєкту «Нью-Горайзонс» вперше зібралася в Лабораторії прикладної фізики Університету Джонса Гопкінса[190].
- 5 лютого 2001 року: обрана назва місії — «New Horizons» (Нові обрії)[190][191].
- 6 квітня 2001 року: проєкт «Нью-Горайзонс» обраний НАСА серед інших п'яти. Пізніше з цих п'яти обрали два на початковій стадії: Pluto and Outer Solar System Explorer та «Нью-Горайзонс»[190].
- 29 листопада 2001 року: проєкт «Нью-Горайзонс» обраний НАСА фіналістом. Розпочалась наступна фаза дослідження[192].
- Березень 2002 року: адміністрація президента Буша скасувала фінансування місії, яке пізніше було поновлене[193][194].
- 13 червня 2005 року: зонд направлений до Лабораторії прикладної фізики для фінальних випробувань. Це передувало остаточним тестам у Центрі космічних польотів імені Ґоддарда[195].
- 24 вересня 2005 року: космічний зонд доставлено до мису Канаверал. Він був перевезений до повітряної бази Ендрюс на борту вантажного літака Boeing C-17 Globemaster III[62].
- 17 грудня 2005 року: космічний зонд «Нью-Горайзонс» готовий до встановлення у ракету. Транспортування до пускового майданчика 41[196].
- 11 січня 2006 року: головне пускове вікно відкрито. Запуск відкладений для подальшого тестування[197].
- 16 січня 2006 року: ракета-носій з апаратом переміщується до пускового майданчика[198].
- 17 січня 2006 року: запуск відкладено через погодні умови (сильні вітри)[63][64].
- 18 січня 2006 року: запуск знову відкладено через відключення енергії у Лабораторії прикладної фізики[199].

### Фаза запуску

П'ять суміщених зображень супутника Юпітера — Іо, з КА «Нью-Горайзонс», на яких видно, як вулкан у Патер Тваштара вивергає викиди на 330 км над поверхнею

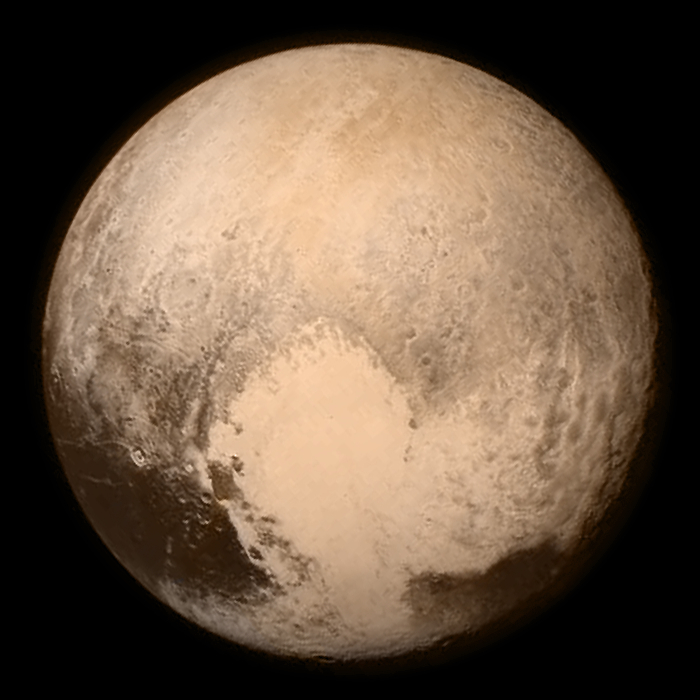
Зображення Плутона, зроблене камерою «LORRI»
з накладанням кольорової фотографії камери «Ralph»,
встановлених на борту апарата «Нью-Горайзонс», 13 липня 2015 року

- 19 січня 2006 року — космічний апарат «Нью-Горайзонс» успішно запущений з мису Канаверал[65][66].

### Фаза наближення до Юпітера
- Січень 2006 року здійснено планову корекцію траєкторії польоту апарата для майбутнього виконання гравітаційного маневру поблизу Юпітера. 28 і 30 січня було короткочасно включено два маневрових двигуни зонда, внаслідок чого швидкість апарата змінилася на 18 м/с.
- 7 квітня 2006 року апарат перетнув орбіту Марса на відстані 243 млн км від Сонця. Швидкість апарата становила близько 21 км/с.
- 13 червня 2006 року апарат пролетів за 110 тис. км від невеликого астероїда 132524 APL (раніше відомого під тимчасовим позначенням  2002 JF  56). Було проведено фотографування й перевірка систем захоплення та супроводу рухомої цілі.
- До вересня 2006 року перевірено роботоздатність усіх семи наукових приладів.

### Фаза обльоту Юпітера
- 28 лютого 2007 року — гравітаційний маневр в околицях Юпітера. О 5:43:40 за UTC апарат наблизився до планети на відстань 2,305 млн км; зроблено фотографії планети та її супутників із високою роздільною здатністю[200].

### Фаза підготовки до зближення з Плутоном
- 8 червня 2008 року — апарат перетнув орбіту Сатурна.
- З 7 липня по 2 вересня 2009 року — третя планова перевірка (АСО-3). Комплексна перевірка почалася з виведенням станції з режиму сну 7 липня. Було встановлено, що бортова апаратура функціонує нормально. Після перевірки «Нью-Горайзонс» знову перейшли в режим глибокого сну.
- 9 листопада 2009 року — проведено кілька корекцій траєкторії, що дає змогу забезпечити необхідну орієнтацію діаграми спрямованості антени для зв'язку із Землею.
- 29 грудня 2009 року — зонд перетнув умовну межу, яка відзначає половину відстані від Землі до Плутона[201].
- 30 липня 2010 року — «Нью-Горайзонс» успішно випробували камеру LORRI на Нептуні та його супутникуТритоні з відстані приблизно 23,2 а. о. від Нептуна[202].
- 18 березня 2011 року — апарат перетнув орбіту Урана[96]
- 11 лютого 2012 року — апарат перебував на відстані 10 а. о. від Плутона.
- 10 січня 2013 року — черговий сеанс зв'язку з апаратом, проходження планового циклу перевірки обладнання, завантаження оновленого програмного забезпечення[203].
- 1 й 3 липня 2013 року камера LORRI з відстані 880 млн км зняла Плутон і його найбільший супутник Харон. Харон, через 35 років після його відкриття Джеймсом Крісті, перебував у передбаченому положенні щодо Плутона. Камера зробила знімки Плутона й Харона з набагато більшого фазового кута (кут між Сонцем і спостерігачем, видимий з об'єкта спостереження), ніж можна спостерігати з Землі чи навколоземної орбіти. Це може дати важливу інформацію про властивості поверхні Плутона й Харона — наприклад, про наявність шару дрібних частинок, що вкривають поверхню.
- Жовтень 2013 року — апарат перебував на відстані 5 а. о. від Плутона.
- Наприкінці 2013 року апарат пролетів на відстані 1,2 а. о. від троянського астероїда Нептуна.
- 5 січня 2014 року апарат вивели зі сплячого режиму з метою перевірки антени, поновлення навігаційної карти зір і кількох інших технічних перевірок. 17 січня апарат знову введено в режим гібернації;
- 17 червня 2014 року — початок щорічної перевірки систем (останньої перед прибуттям до Плутона)[204].
- 14 липня 2014 року — вперше з 2010 року (і вшосте з моменту запуску) було проведено коригування курсу. Двигуни апарата працювали 87,52 с і забезпечили збільшення швидкості на 1,08 м/с, витративши близько 250 г палива з 53 кг, наявних на борту. Внаслідок маневру зонд прибуде до мети на 36 хвилин раніше — відповідно до розрахунків на основі уточнених даних про орбіти Плутона й Харона їх взаємне розташування в цей час дасть змогу провести спостереження згідно з планами. Виконання корекції на такій порівняно великій відстані від мети дає змогу уникнути серйозніших маневрів у майбутньому[205].
- У понеділок, 25 серпня 2014 року, космічний апарат «Нью-Горайзонс», який, згідно з планом, повинен наблизитися до Плутона 14 липня 2015 року, перетнув орбіту Нептуна. Зараз, через 8 років і 8 місяців після запуску, місія знаходиться на відстані майже 4,4 мільярда кілометрів від Землі і майже 4 мільярди кілометрів від Нептуна. Так вийшло, що перетинання орбіти, цей важливий етап, збігся з 25-ю річницею історичної зустрічі з Нептуном космічного апарата «Вояджер-2», — 25 серпня 1989 року[206].
- 6 грудня 2014 року — успішне виведення апарата з режиму гібернації; всього з середини 2007 року було 18 окремих періодів гібернації, тривалістю від 36 до 202 днів: 1 837 днів, майже дві третини часу свого польоту.
- Січень 2015 року — апарат пролетить у 75 млн км від об'єкта VNH0004. Це небесне тіло рухається на відстані близько 30—40 астрономічних одиниць від Сонця;
- Лютий 2015 року — початок спостережень за Плутоном. Не виключено, що потрібно буде виконати корекцію траєкторії, аби уникнути зіткнення зонда з космічними об'єктами, розташованими поблизу Плутона (невидимими поки супутниками, кільцями).
- 5 травня 2015 року — роздільна здатність отримуваних зображень перевищуватиме якість фотографій, одержаних космічним телескопом «Габбл».

### Фаза прольоту повз систему Плутона
- 14 липня 2015 року — проліт повз систему «Плутон — Харон» на відстані 12 500 км від поверхні Плутона[12]. У цілому апарат здійснюватиме спостереження лише 9 днів, за які збере приблизно 4,5 гігабайти інформації. Належить перевірити гіпотезу про наявність на Плутоні океану води (передбачається, що він розташований під товщею льоду на поверхні планети). Також зонд спостерігав за іншими супутниками Плутона — Гідрою, Ніктою, Кербером, Стіксом.
- З липня 2015-го до жовтня 2016 року: передача даних з зонда на Землю. Через те, що швидкість передачі даних обмежена 1—2 кб/с[130], передача всіх наукових даних була завершена лише 25 жовтня 2016 року[15][207][208][209].

### Фаза наближення до Аррокота
- 22 жовтня — 4 листопада 2015 року: корекція траєкторії. Було здійснено 4 запалення двигунів на 22 хвилини кожен[160][210].
- 2 листопада 2015 року: спостереження об'єкта поясу Койпера 15810 Араун[en]. Спостереження з відстані 1,8 а. о. — це найближче спостереження транснептунового об'єкта після Плутона. Більше світлин було отримано 7—8 квітня 2016 року з відстані 1,19 а. о[211].
- 13—14 липня 2016 року: спостереження об'єкта поясу Койпера 50000 Квавар. Спостереження з відстані 14 а. о., що дає науковцям місії різні перспективи для вивчення відбиття світла об'єктом Квавар[212].
- 1 лютого 2017 року: корекційний маневр у напрямку Аррокота, для досягнення його в січні 2019 року. Запалення було включено на 44 с[213][160].
- 2017—2020 роки: спостереження за об'єктами поясу Койпера (ОПК). Зонд має здатність спостерігати 10—20 ОПК зі своєї траєкторії після обльоту системи Плутона. Очікується початок збору даних щодо геліосфери[175][214][215].
- 9 грудня 2017 року: корекційний маневр. Він затримає прибуття зонду до Аррокота на кілька годин і покращить передачу сигналу до наземних телескопів[216][217].
- 23 грудня 2017-го — 4 червня 2018 року: фінальний гібернаційний період до зближення з Аррокотом[218][216].
- Серпень 2018-го — березень 2019 року: віддалені спостереження кількох ОПК. Віднайдені телескопом Субару у 2014—2017 роках[164].
- 13 серпня 2018 року: перехід зі спін-стабілізуючого до 3-вісьового режиму[216].
- 16 серпня 2018 року — 24 грудня 2018 року: фаза наближення. Оптична навігація і пошук загроз довкола Аррокота[216].
- 16 серпня 2018 року: перші спостереження за ОПК Аррокот[182].
- 3 жовтня — 2 грудня 2018 року: можливості для здійснення маневрів. Вони заплановані на 3 жовтня і 20 листопада з резервними датами 23 жовтня і 2 грудня відповідно[216].
- Серпень 2018 року — апарат здійснив чергові виміри і виявив ознаки «водневої стіни», яка оточує Сонячну систему[219].

### Фаза досліджень Аррокота
- 1 січня 2019 року: обліт ОПК Аррокот.
  - Обліт приблизно о 05:33 UTC[22].
  - Очікується найближче зближення з Аррокотом[22][220].
- 9 січня 2019 року: переключення з 3-вісьового режиму до спін-стабілізуючого. Це завершення обльоту ОПК і початок передачі наукових даних[216].
- 2019—2020 роки: передача даних, отриманих під час обльоту Аррокота. Триватиме приблизно 18 місяців[216].
- 30 квітня 2021 року: кінець розширеної місії. Очікується, що місія може бути подовжена, за умов стабільної роботи зонду[216].
- 2020-ті: зонд матиме змогу здійснити обліт другого ОПК[221].
- Не раніше 2026 року: очікується завершення місії через вичерпання плутонію у РІТЕГ зонду. Очікується переривчасте отримання даних із геліосфери, за умови достатньої кількості енергії для інструменту[222].

### Фаза завершення місії
- 2038 рік: апарат «Нью-Горайзонс» знаходитиметься на відстані 100 а. о. від Сонця. Якщо його системи функціонуватимуть, зонд досліджуватиме зовнішню геліосферу разом з апаратами «Вояджер»[187].

## Цікаві факти
- На борту космічного апарата встановлено капсулу з частиною праху астронома Клайда Томбо, першовідкривача Плутона[223].
- Швидкість передачі даних із відстані 4,5 млрд км становитиме 768 біт/с (для порівняння: «Вояджер-2», що перебуває на відстані 15 млрд км від Землі, передає дані зі швидкістю приблизно 160 біт/с). За умови безперервної передачі інформації всі наукові дані буде передано за півтора року після прольоту Плутона. Але дані стискатимуться й передаватися для попереднього ознайомлення та вибору найпріоритетніших для повної передачі даних; таким чином, основні дані буде передано десь за 40 діб[224].
- Незабаром після прольоту повз Плутон і Харон АМС послідовно потрапить у тінь кожного з цих тіл, що дасть змогу перевірити наявність навіть слабкої атмосфери (у вигляді імли).
- Крім наукового обладнання, на борту КА є компакт-диск з іменами 434 738 людей, які брали участь в акції НАСА «Надішли своє ім'я Плутону» (Send Your Name to Pluto)[225].
- Політ зонда від Землі до Місяця тривав 8 годин 35 хвилин й відбувався зі швидкістю 58 тис. км/год, що є рекордом швидкості для апарата, запущеного в напрямку Місяця. Однак, слід враховувати, що апарат не уповільнювався для виходу на місячну орбіту (на відміну від місій, націлених на супутник Землі).
- На борту «Нью-Горайзонс» вперше серед міжпланетних апаратів встановлено інструмент, який спроєктовано та побудовано студентами. Це детектор космічного пилу SDO (Student Dust Counter), який названо Венецією — ім'ям дівчинки, яка придумала назву для Плутона[226].
- Браян Мей, знаний як гітарист гурту Queen, записав пісню в підтримку місії. Пісня під назвою New Horizons є своєрідним об'єднанням двох сторін життя Браяна, музики та астрономії
- Дизайн зонду став прототипом для створення мультиплікаторами головного антагоніста мульт-серіалу «Гравіті Фолз» — Білла Шифра (англ. Bill Cipher).